# Lista gatunków z rodzaju widliczka

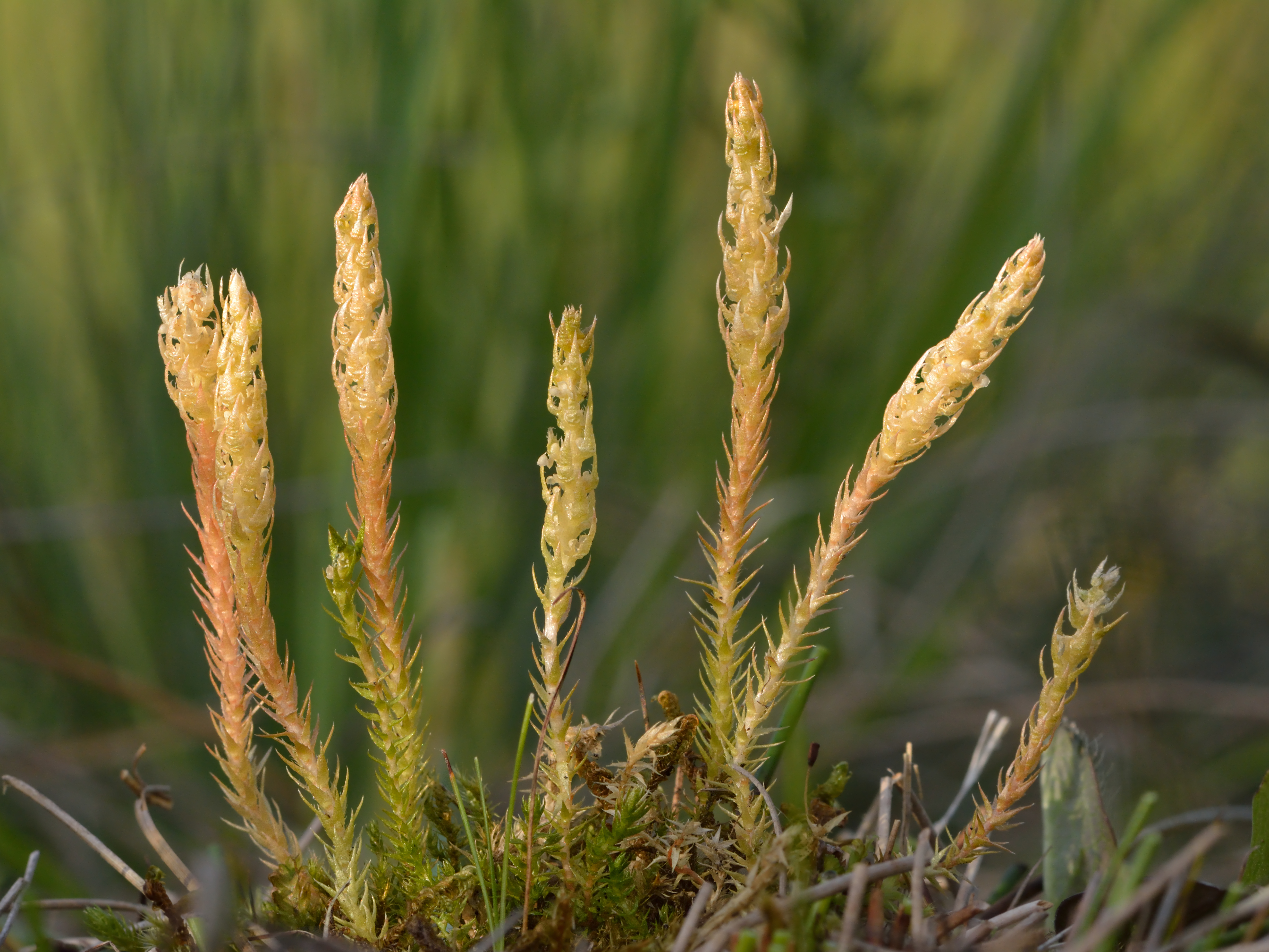
Widliczka ostrozębna

Lista gatunków z rodzaju widliczka Selaginella – lista gatunków rodzaju roślin należącego do rodziny widliczkowatych (Selaginellaceae). Należy do niego ok. 700, 750 lub 800 gatunków.

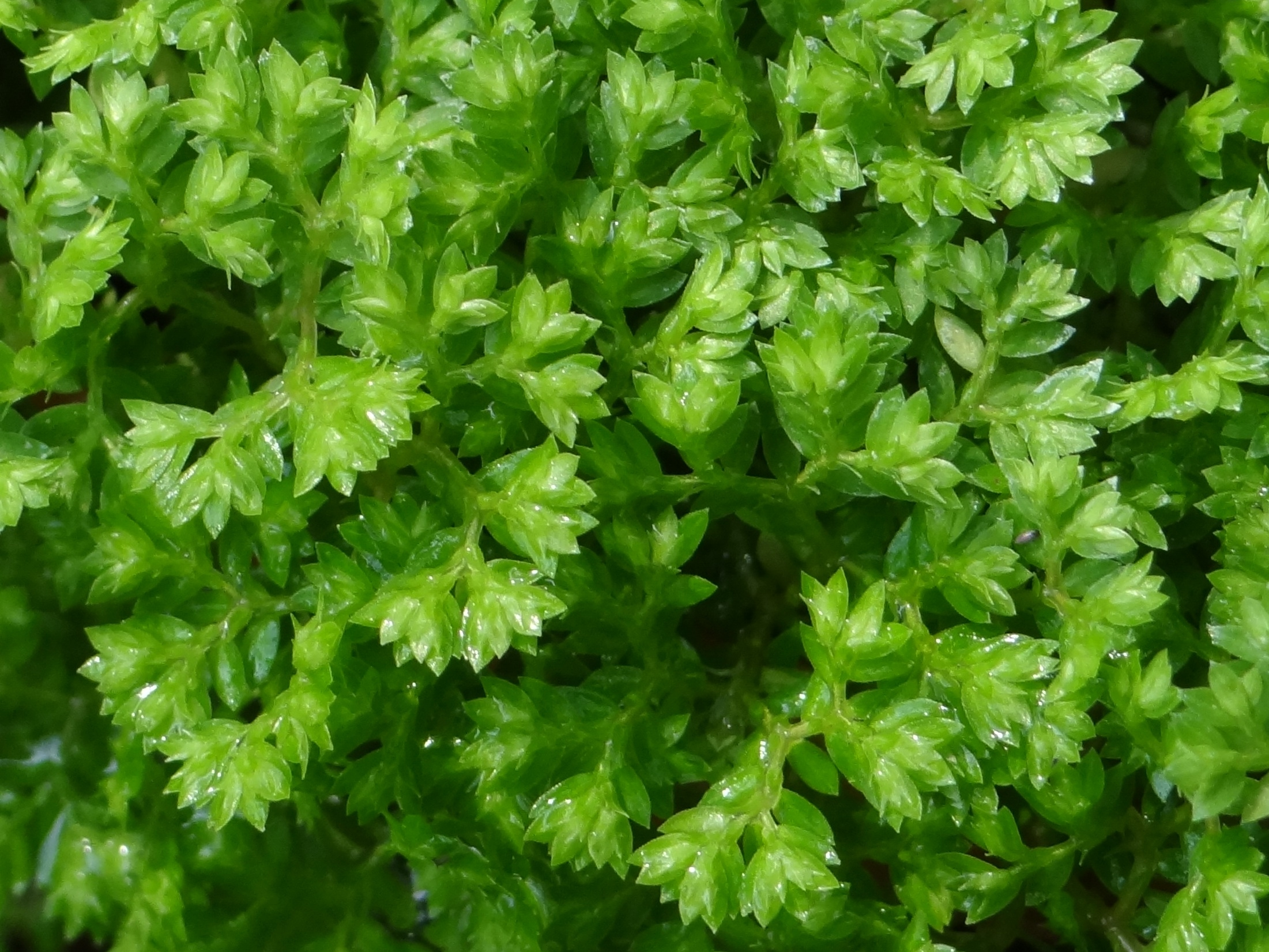
Selaginella apoda

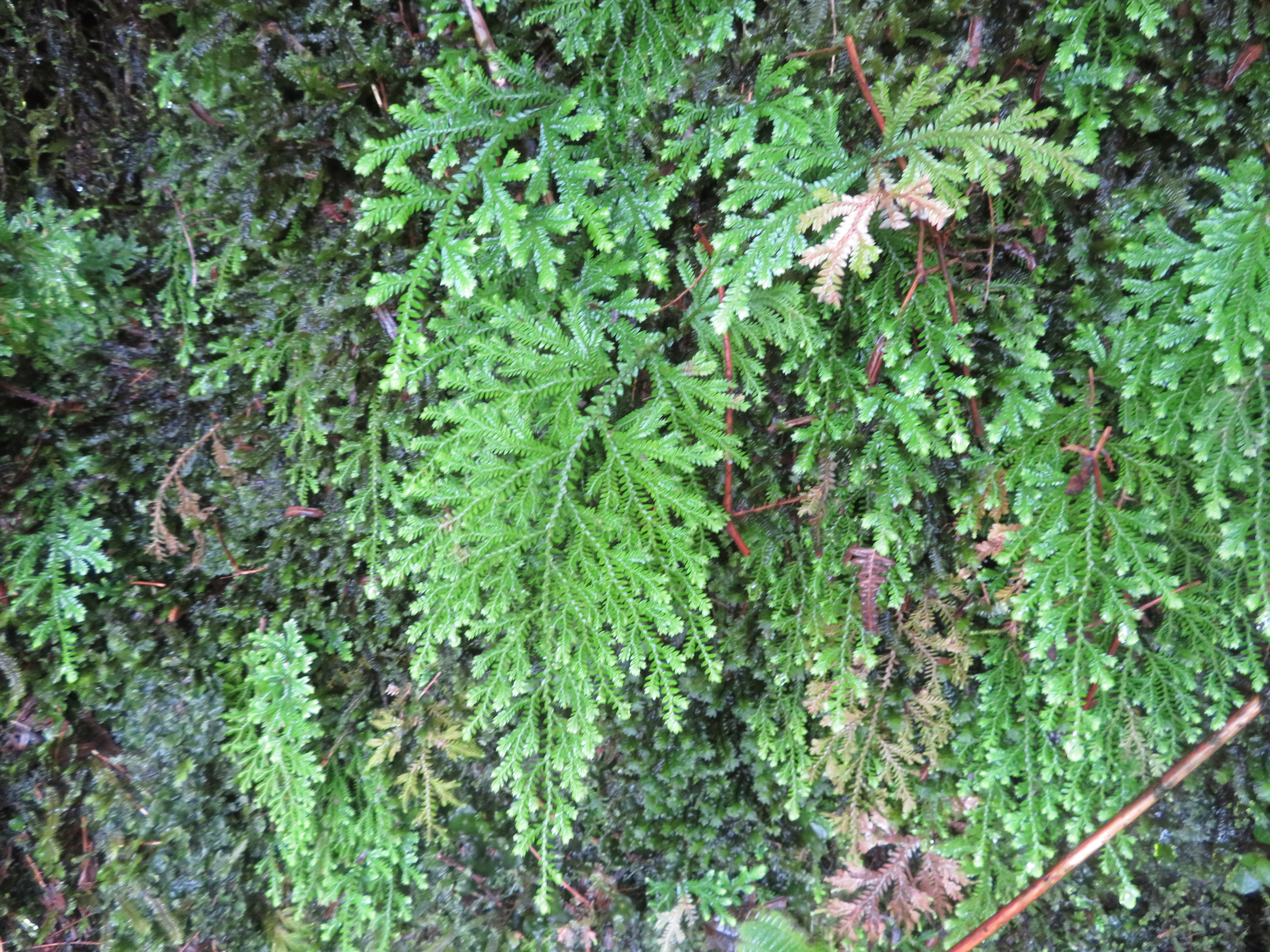
Selaginella arbuscula

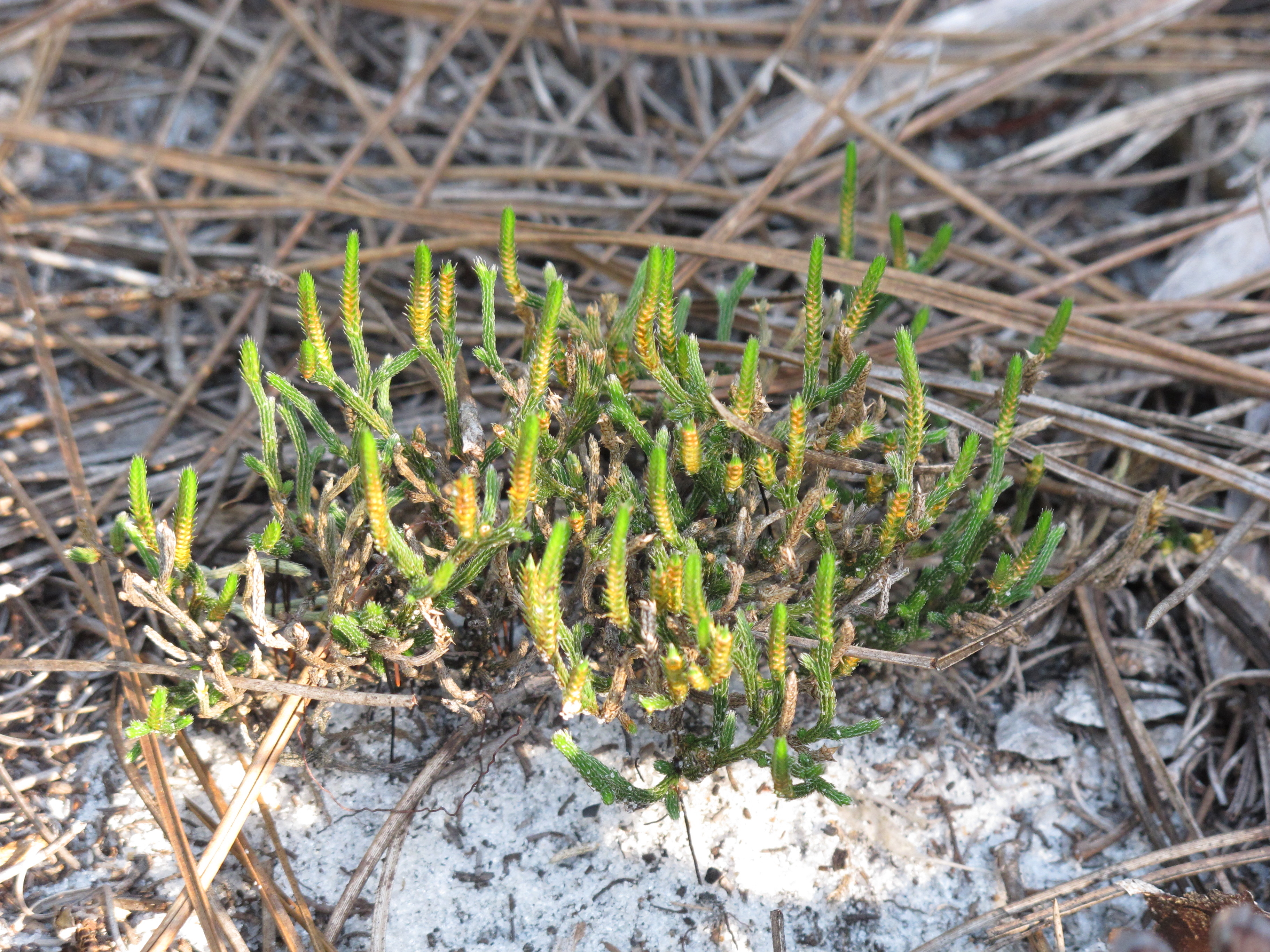
Selaginella arenicola

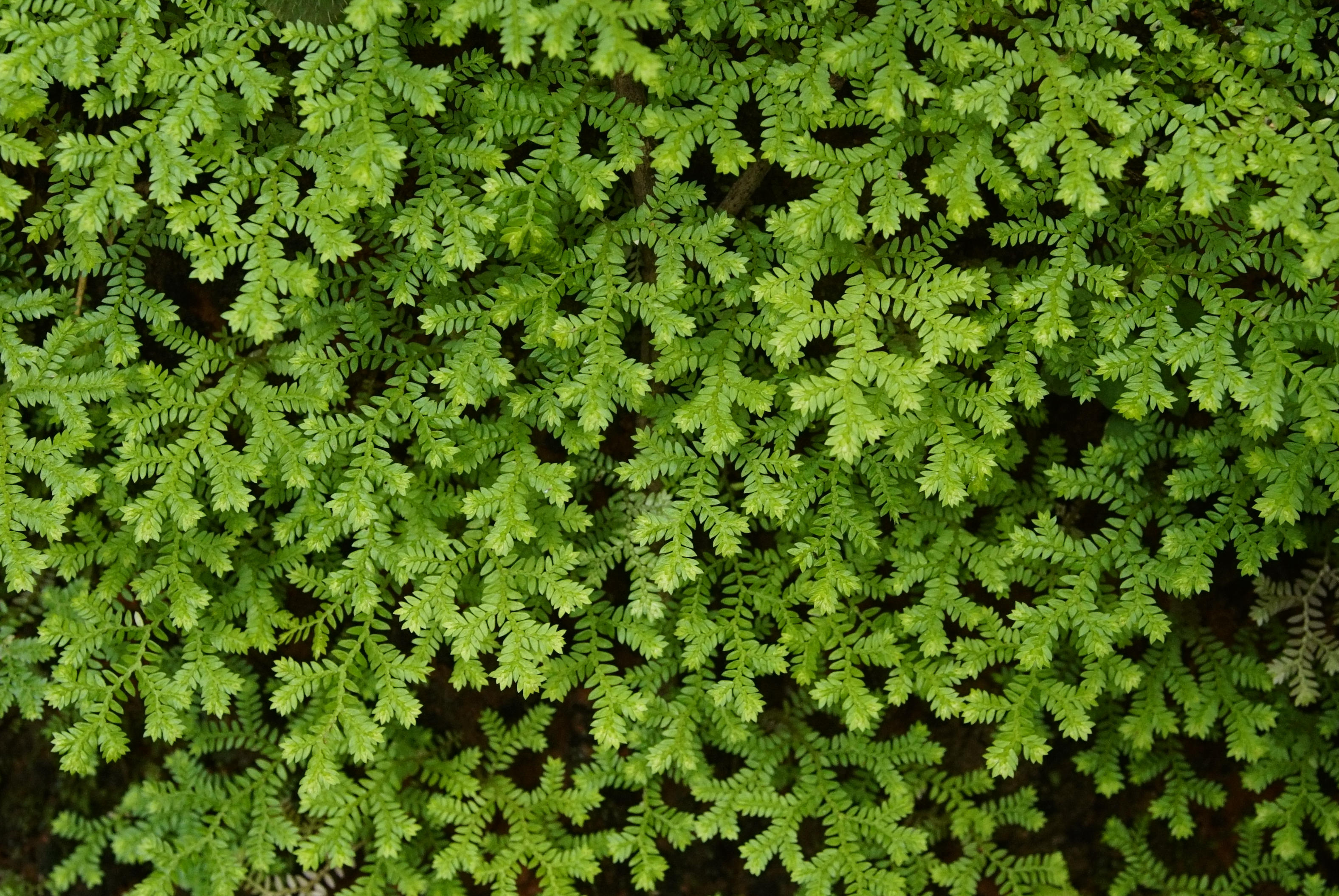
Selaginella braunii

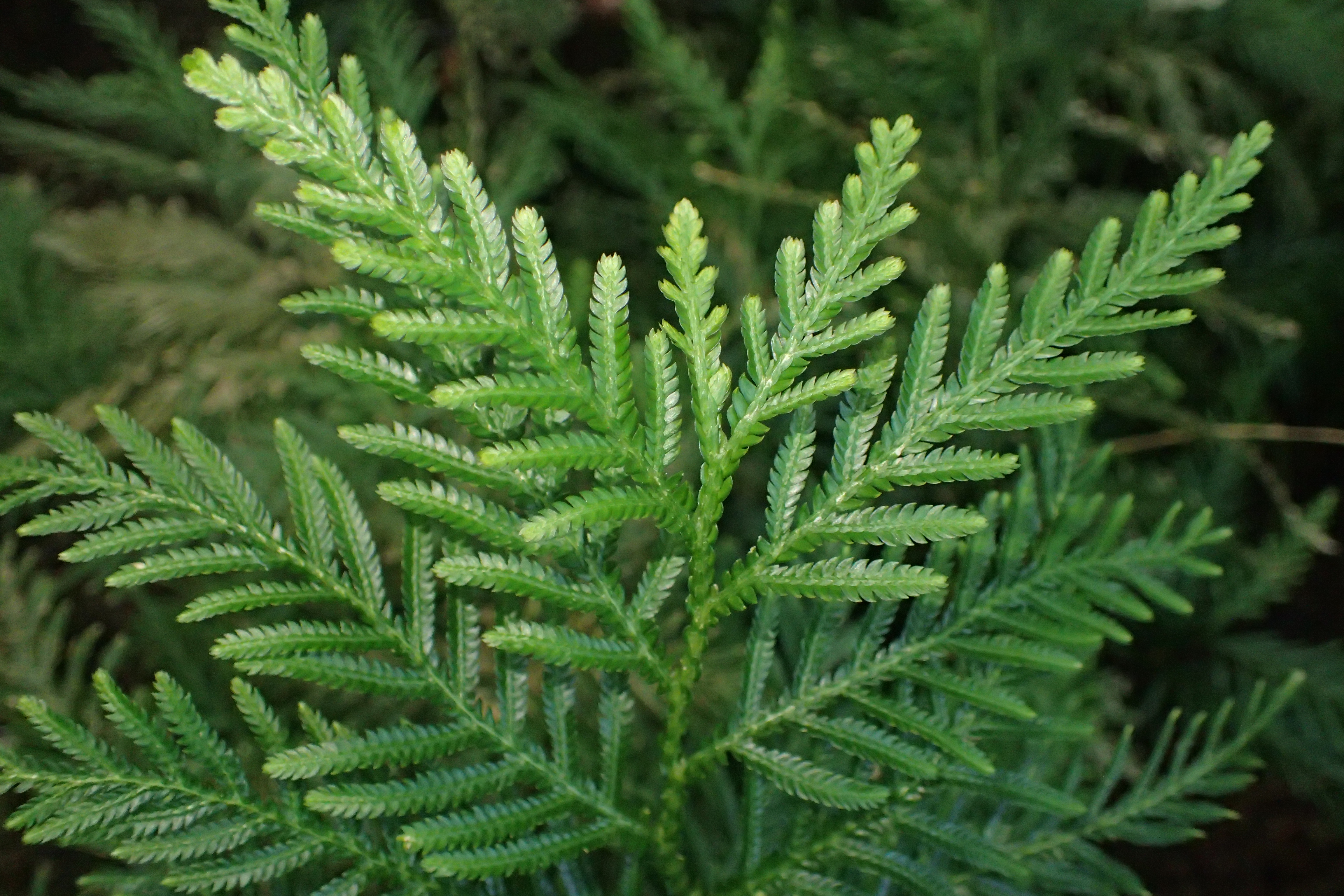
Selaginella burgeffii

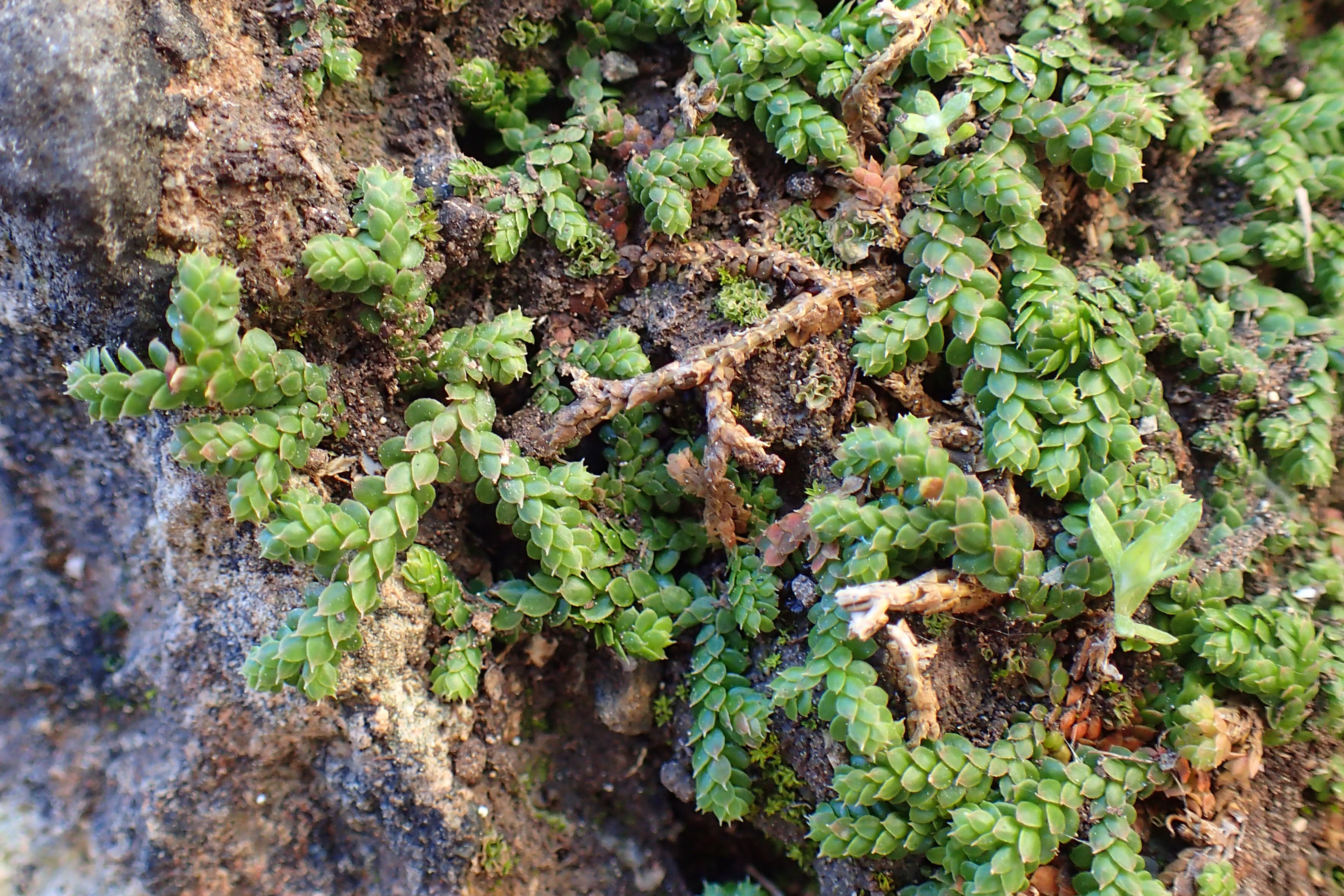
Selaginella denticulata

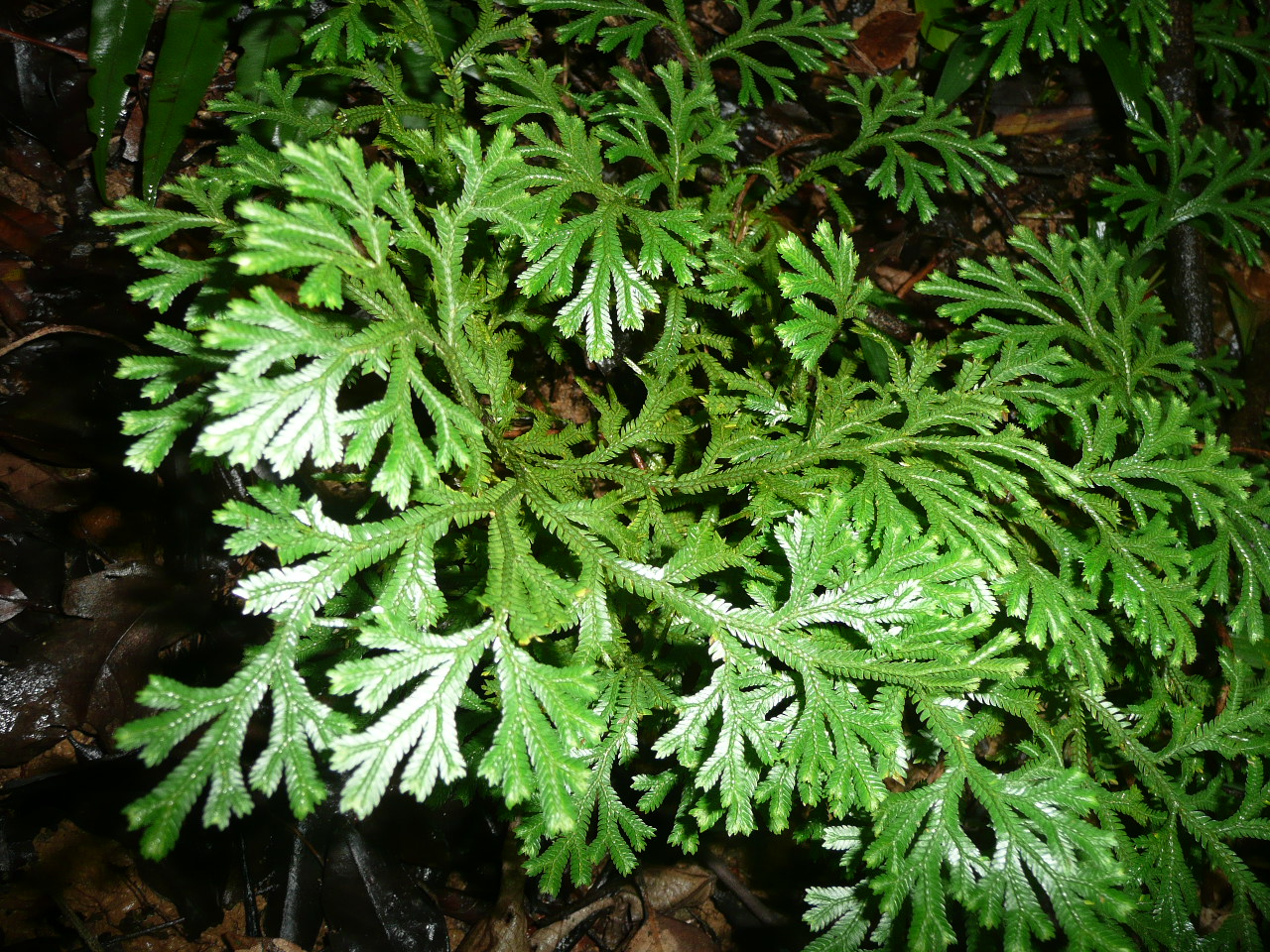
Selaginella doederleinii

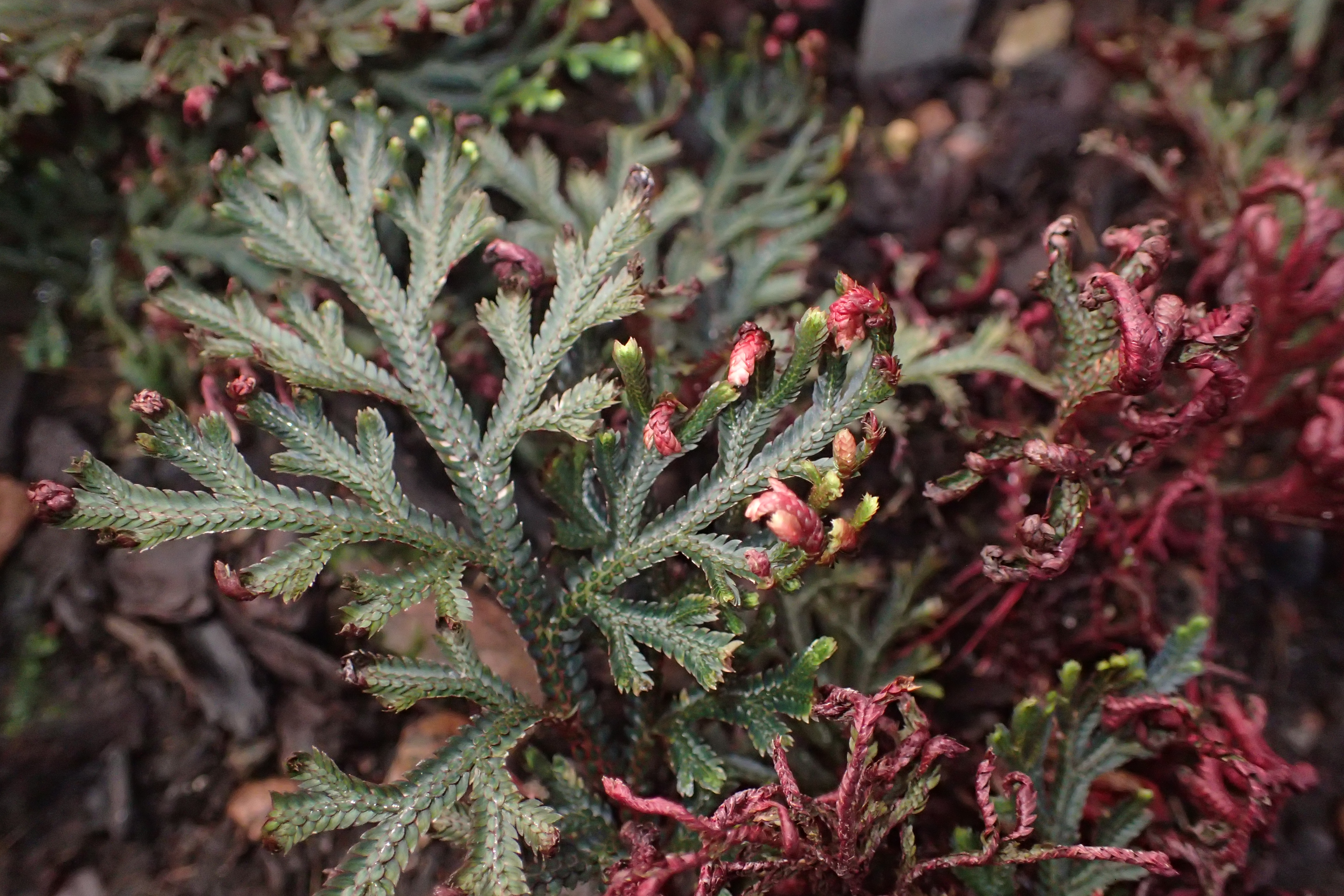
Selaginella erythropus

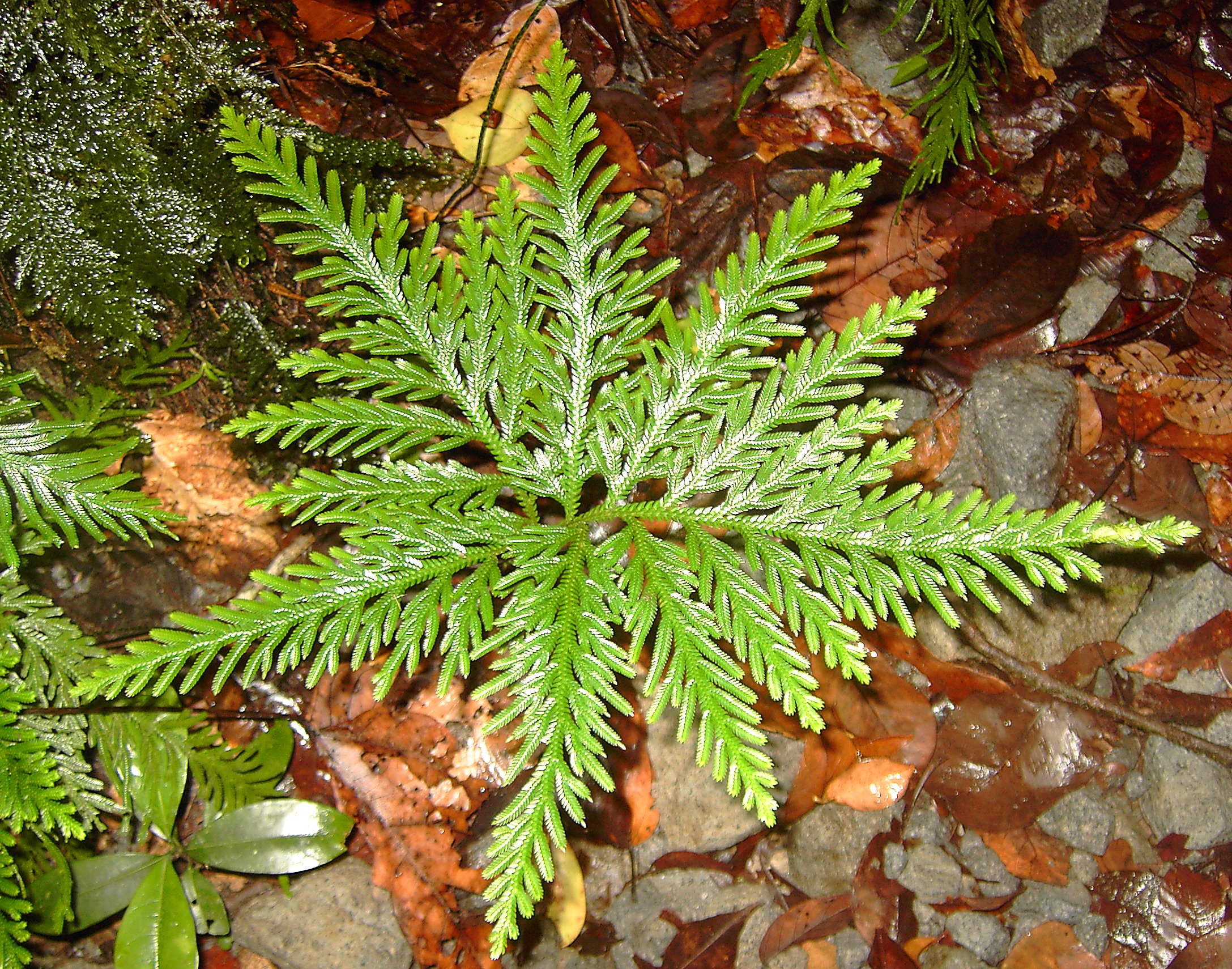
Selaginella flabellata

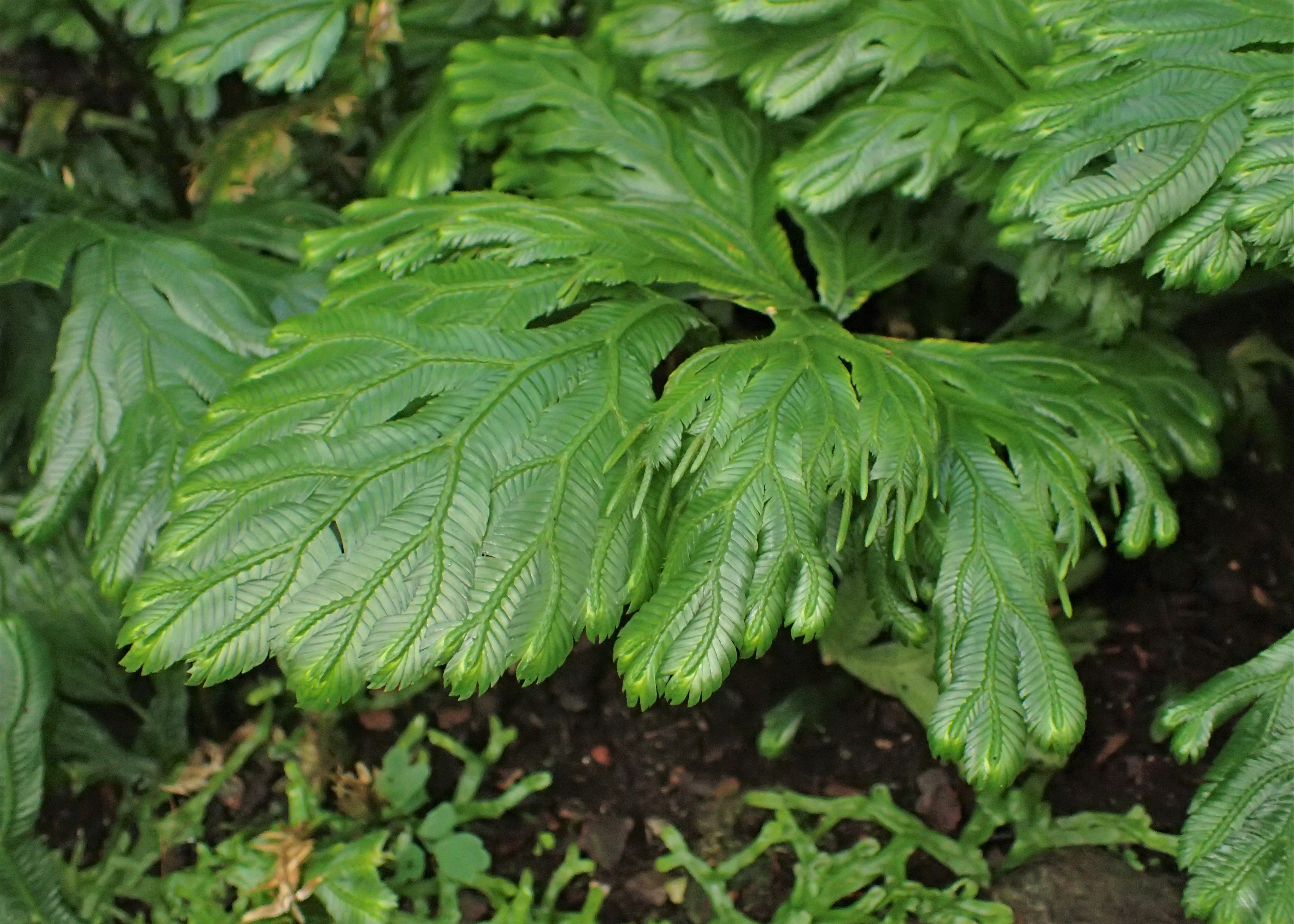
Selaginella grandis

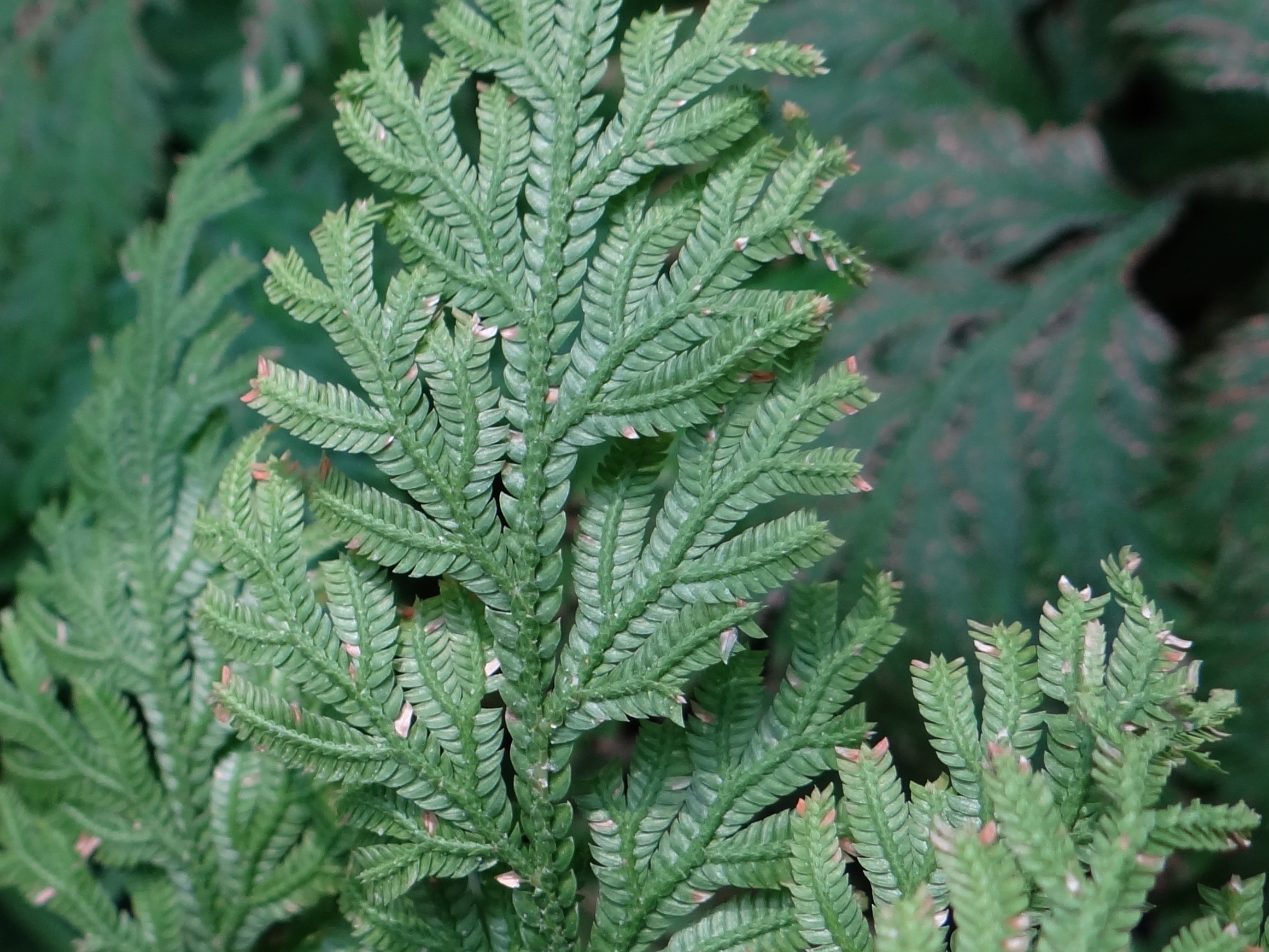
Selaginella haematodes

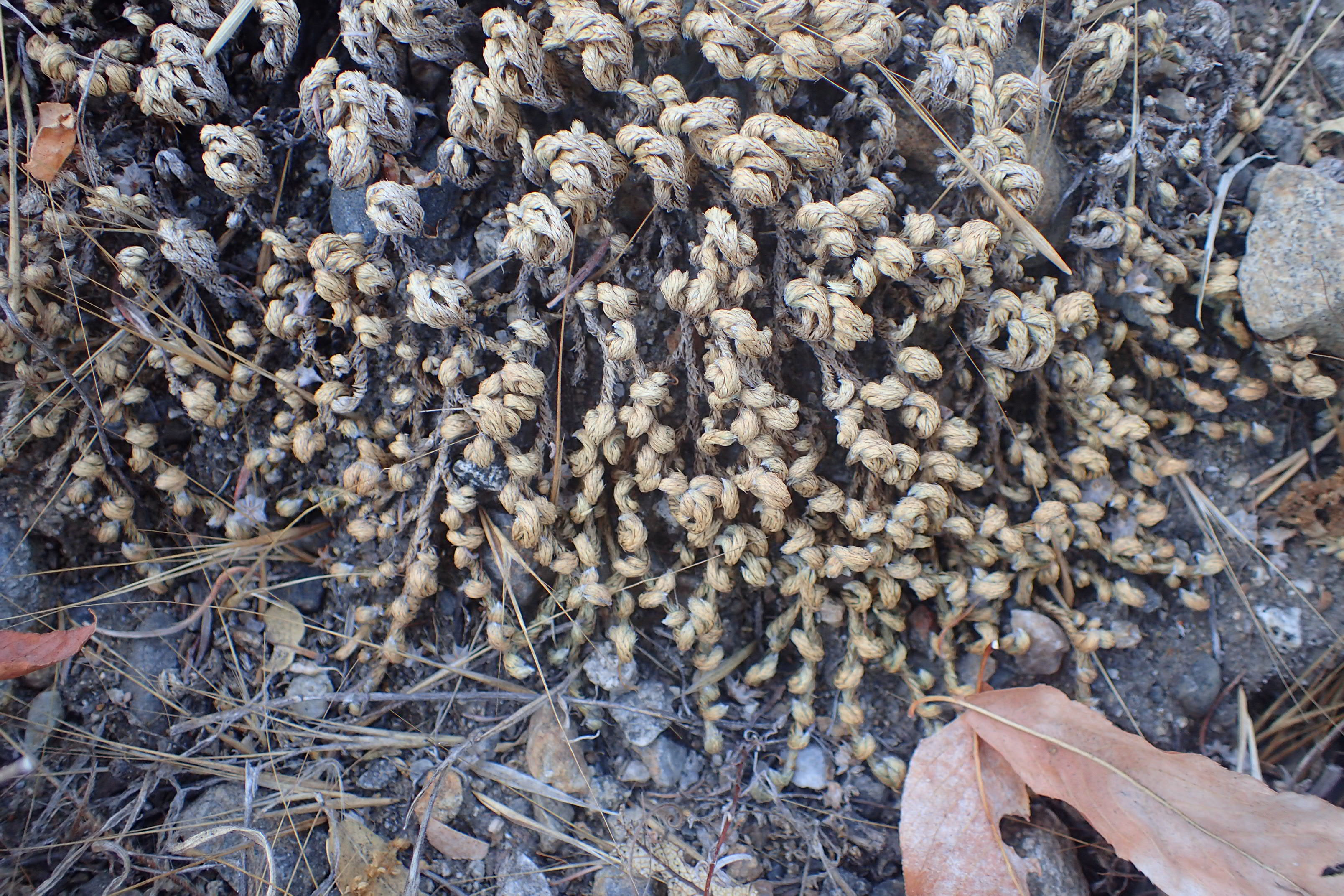
Selaginella hansenii

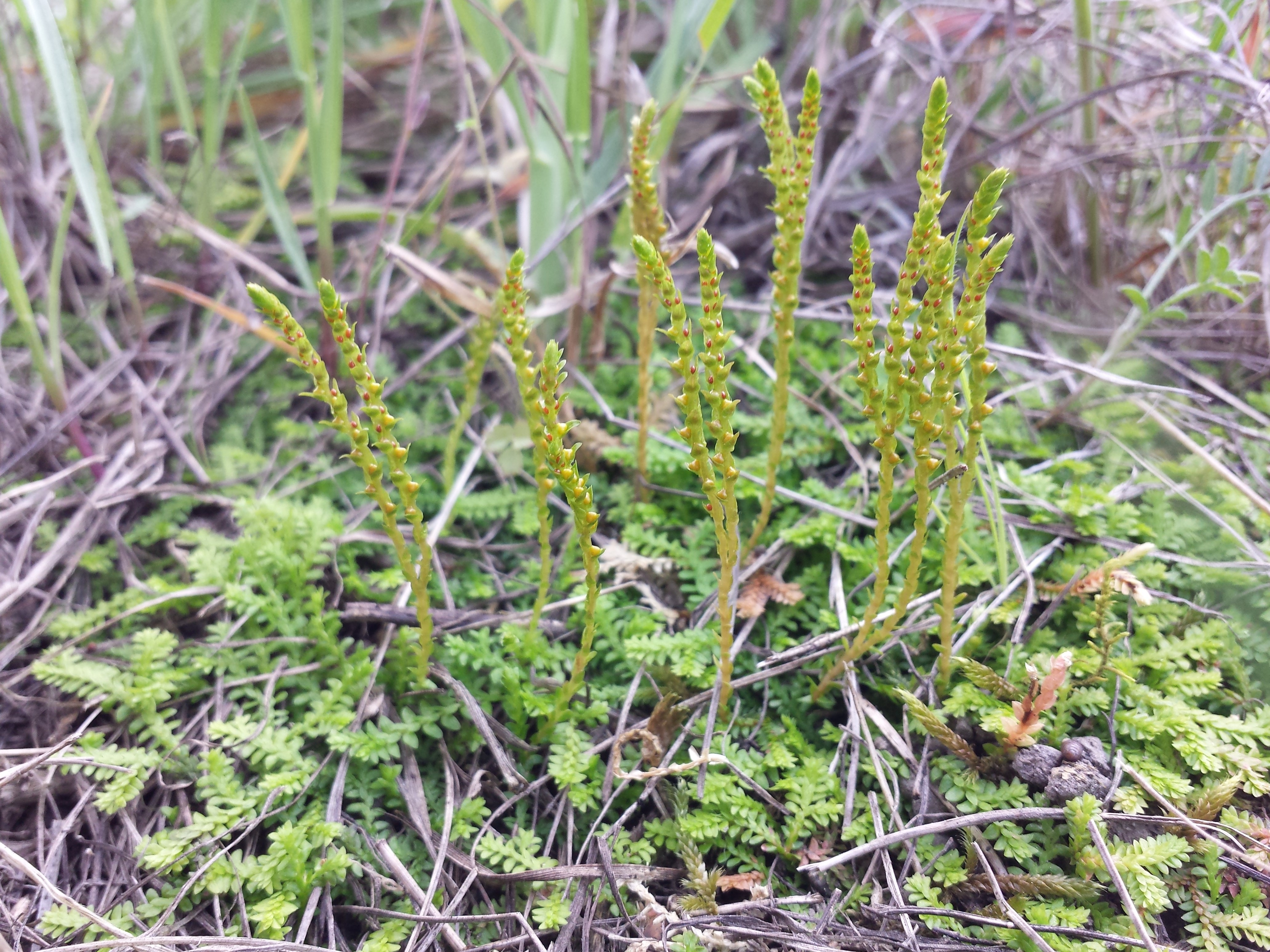
Selaginella helvetica

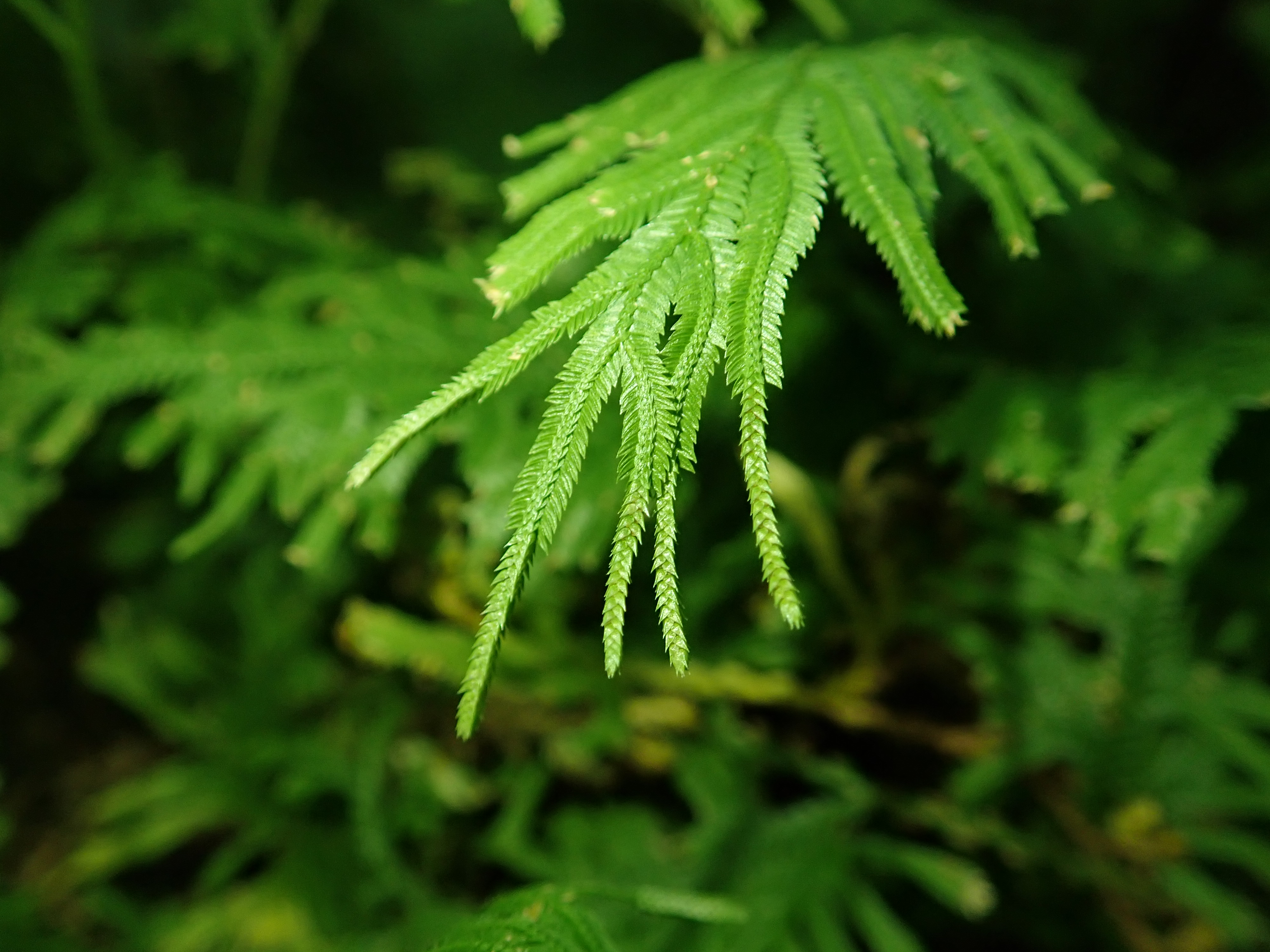
Selaginella involvens

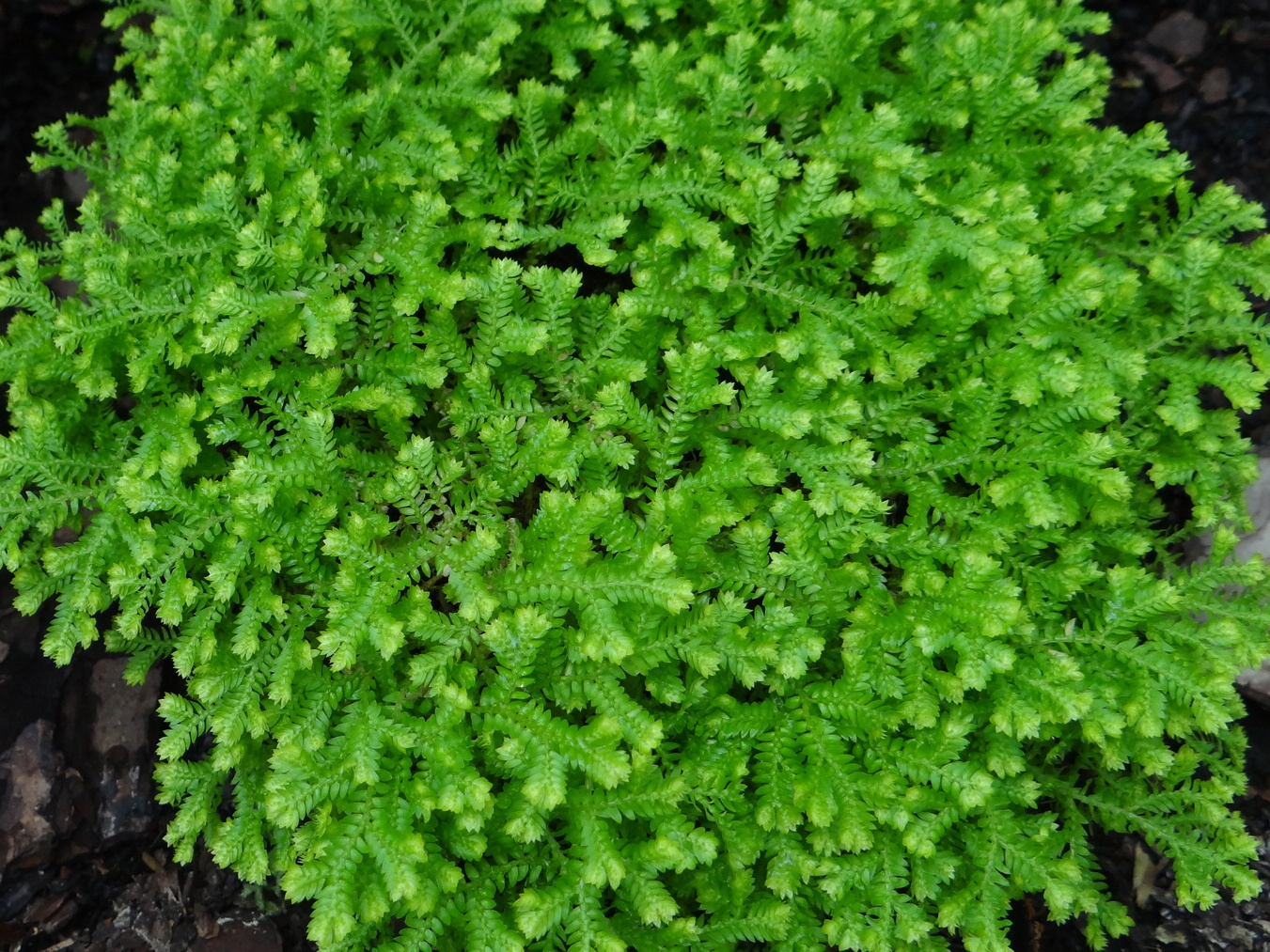
Selaginella kraussiana

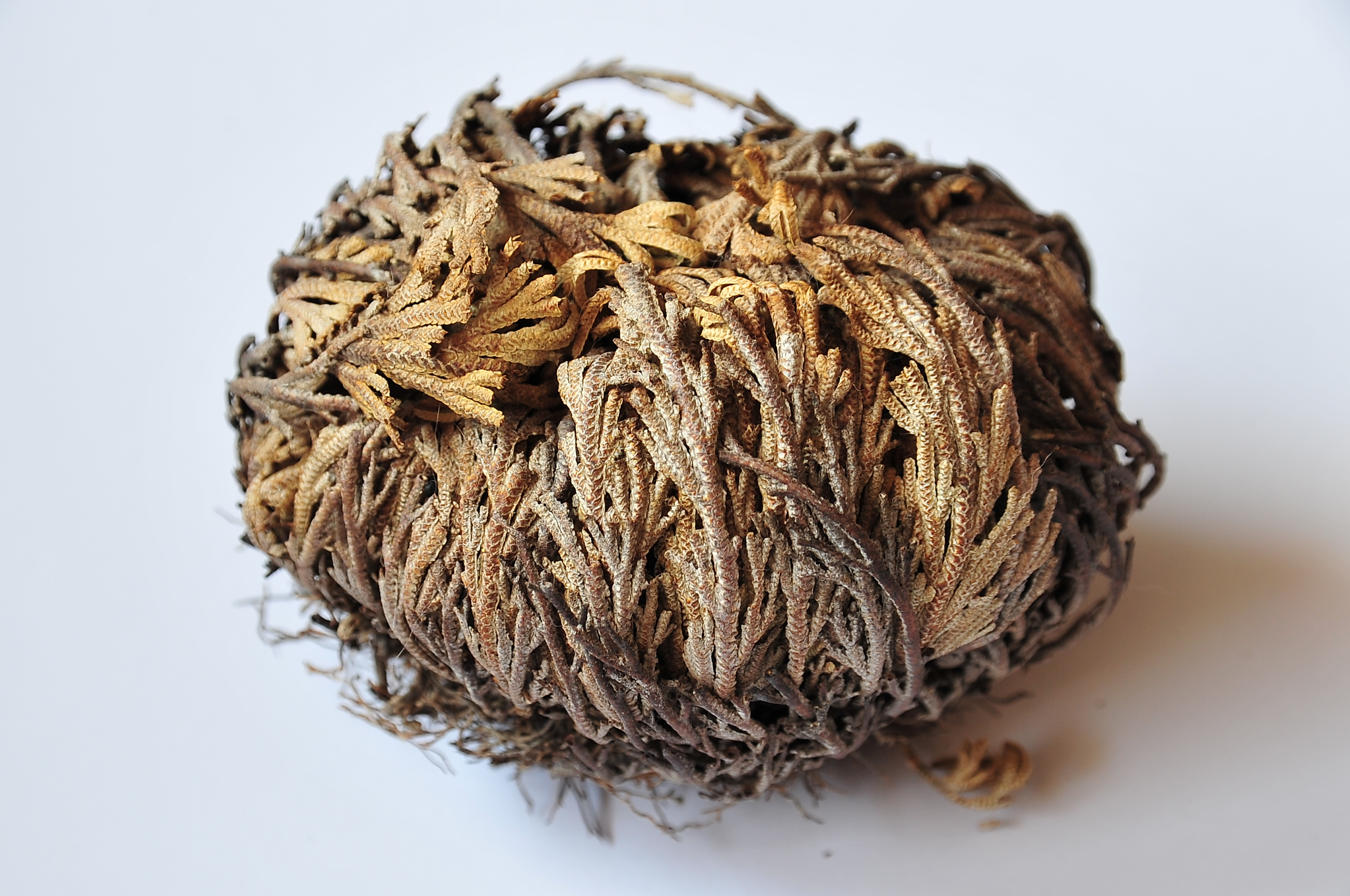
Selaginella lepidophylla

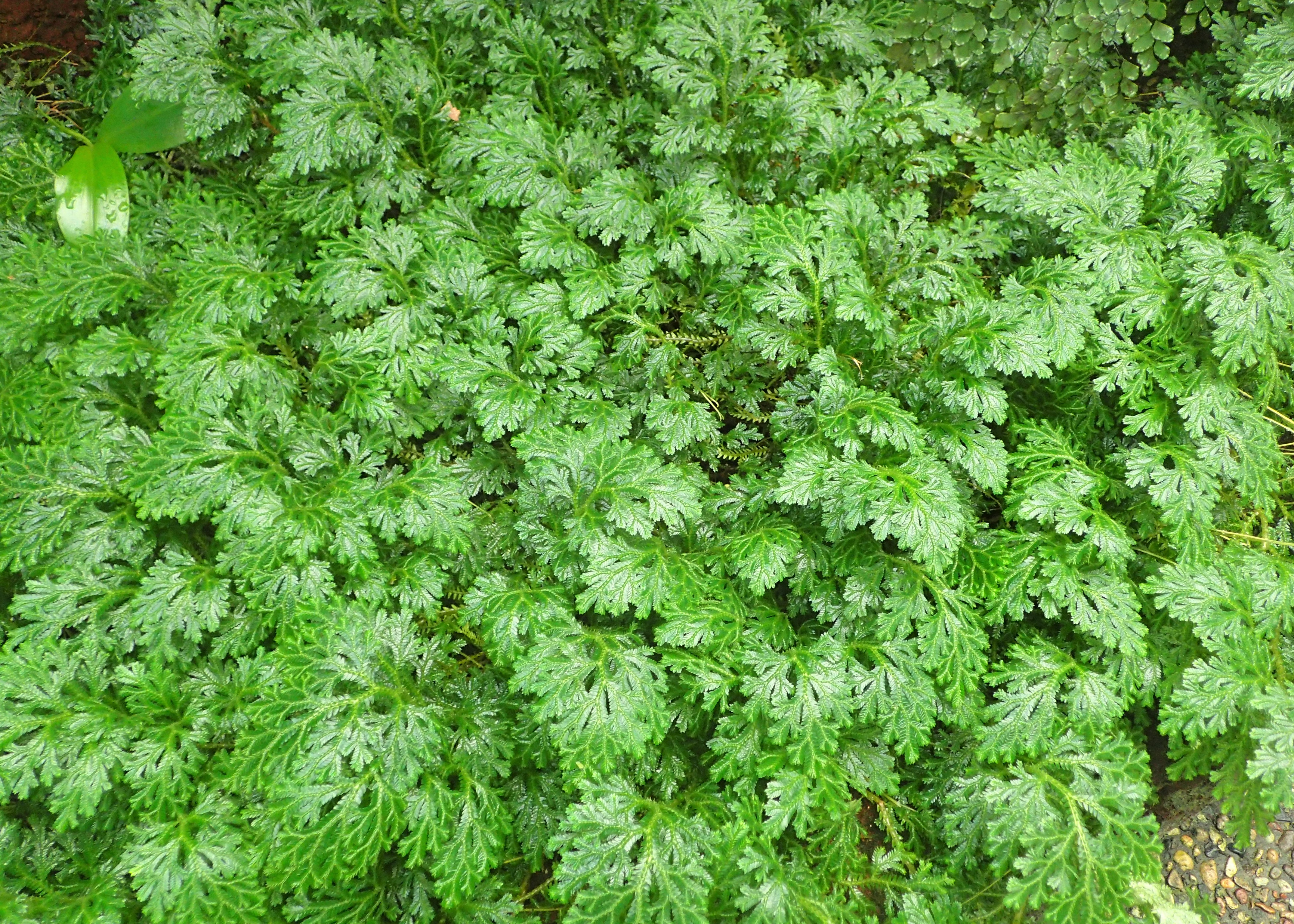
Selaginella martensii

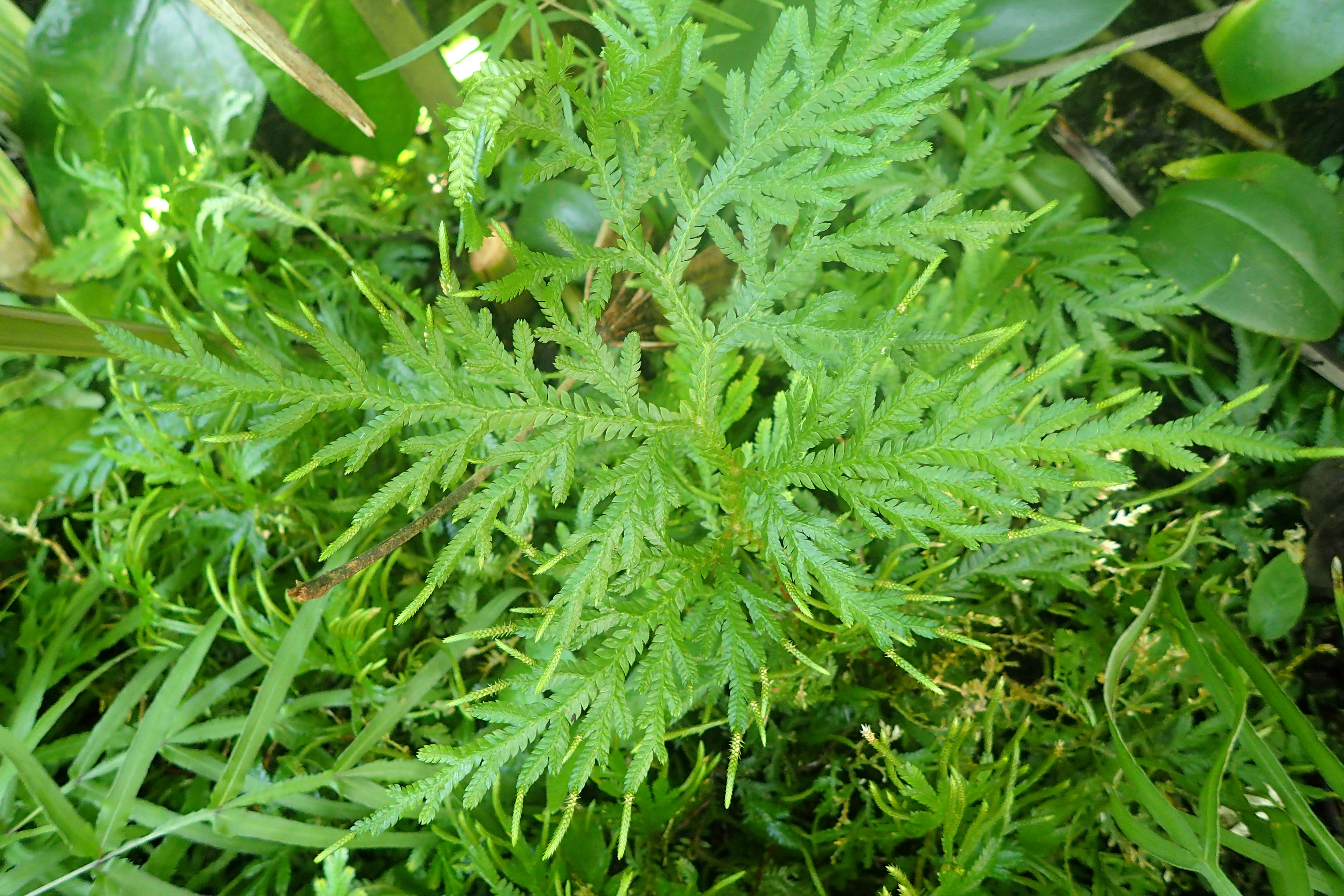
Selaginella pallescens

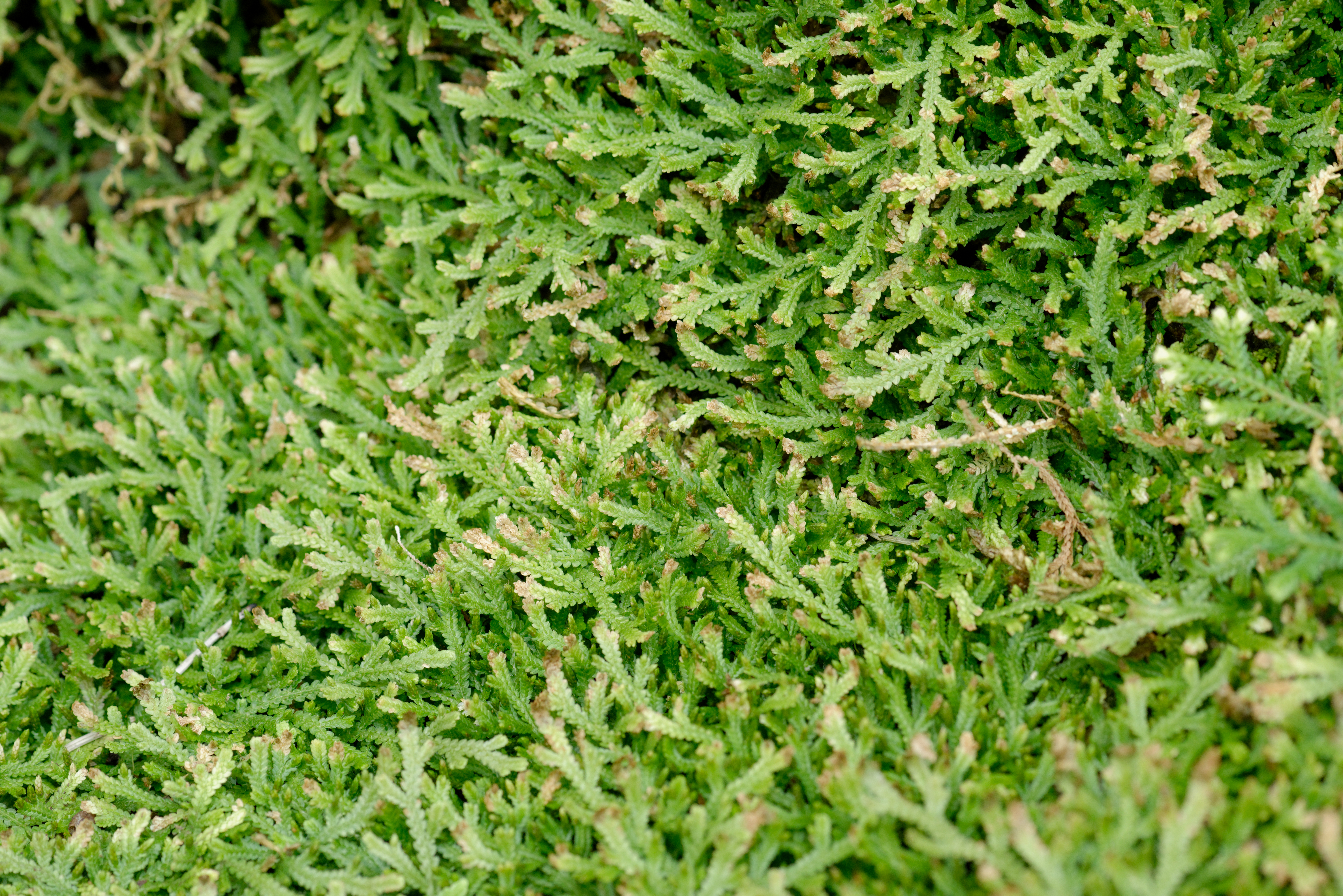
Selaginella patula

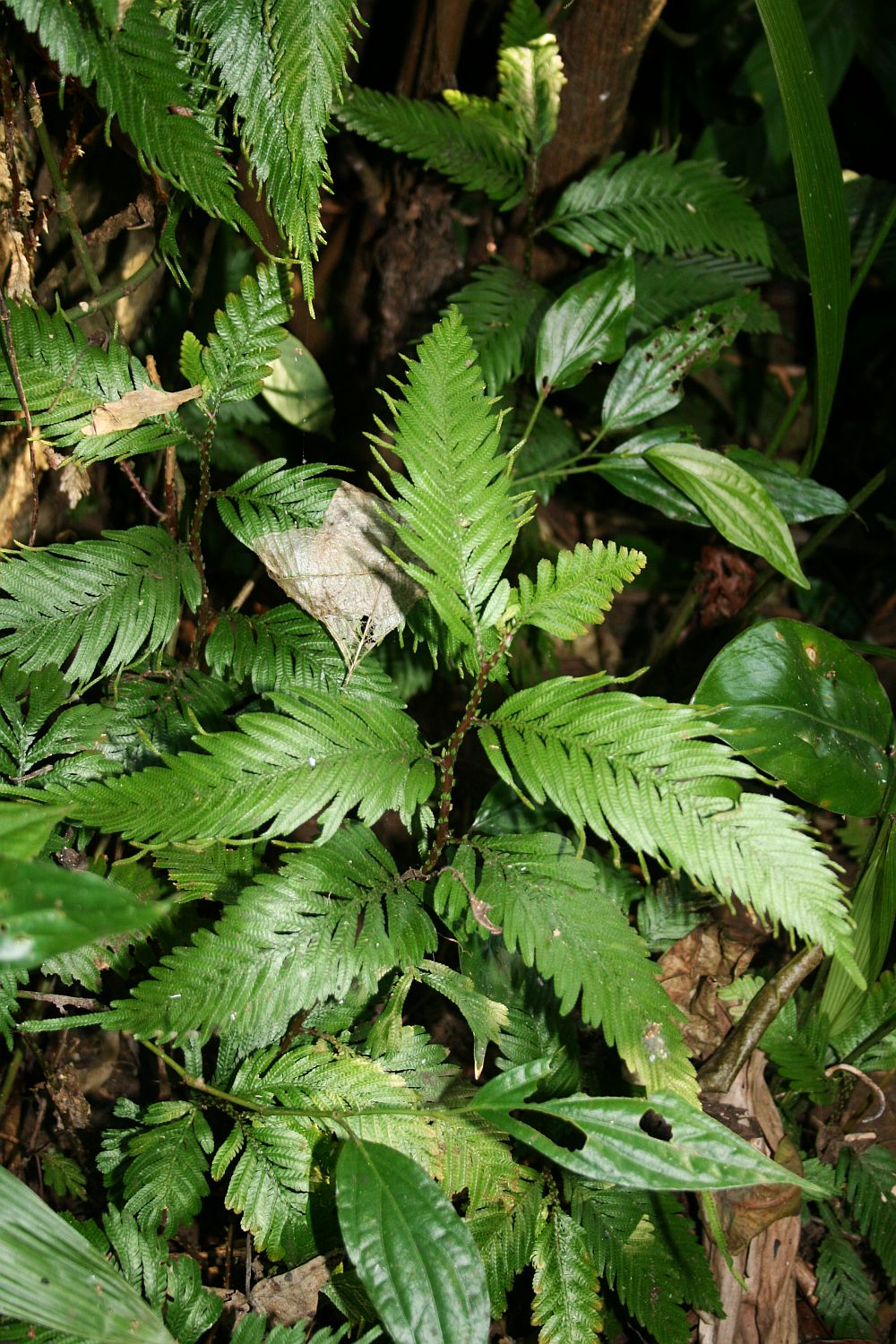
Selaginella picta

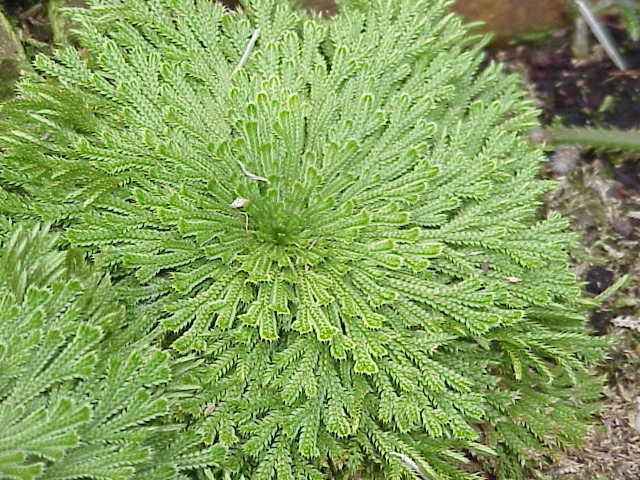
Selaginella pilifera

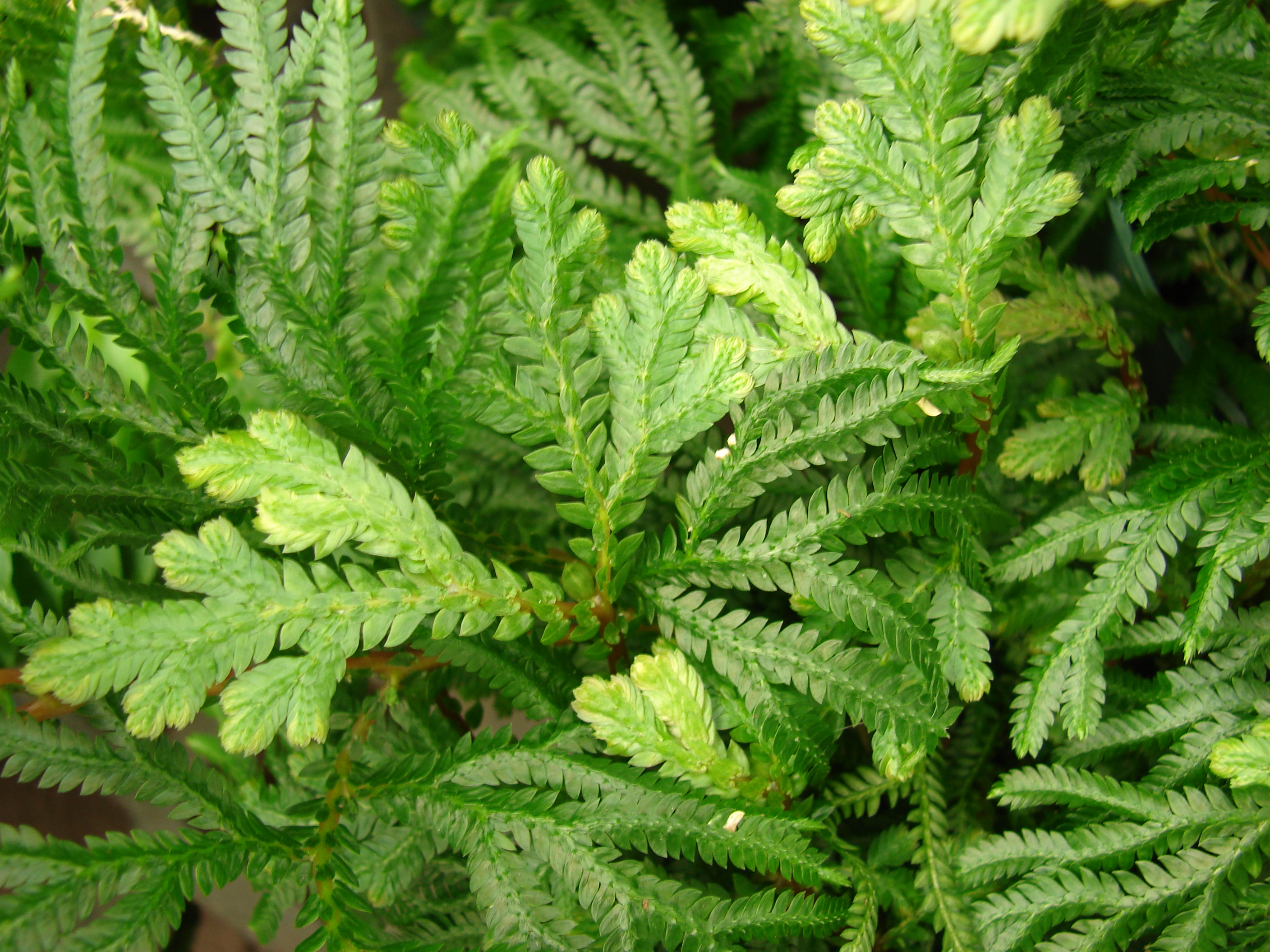
Selaginella plana

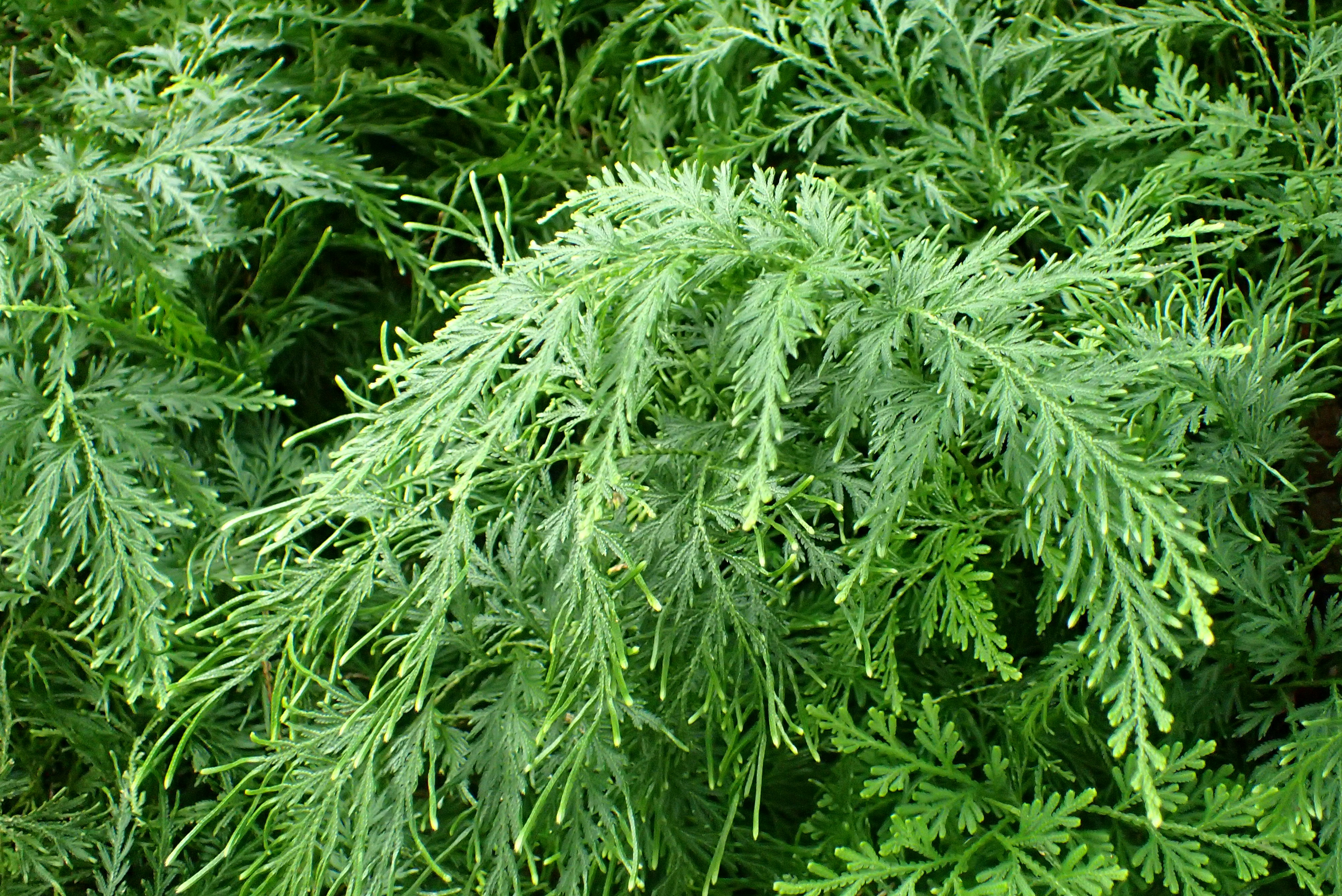
Selaginella pulcherrima

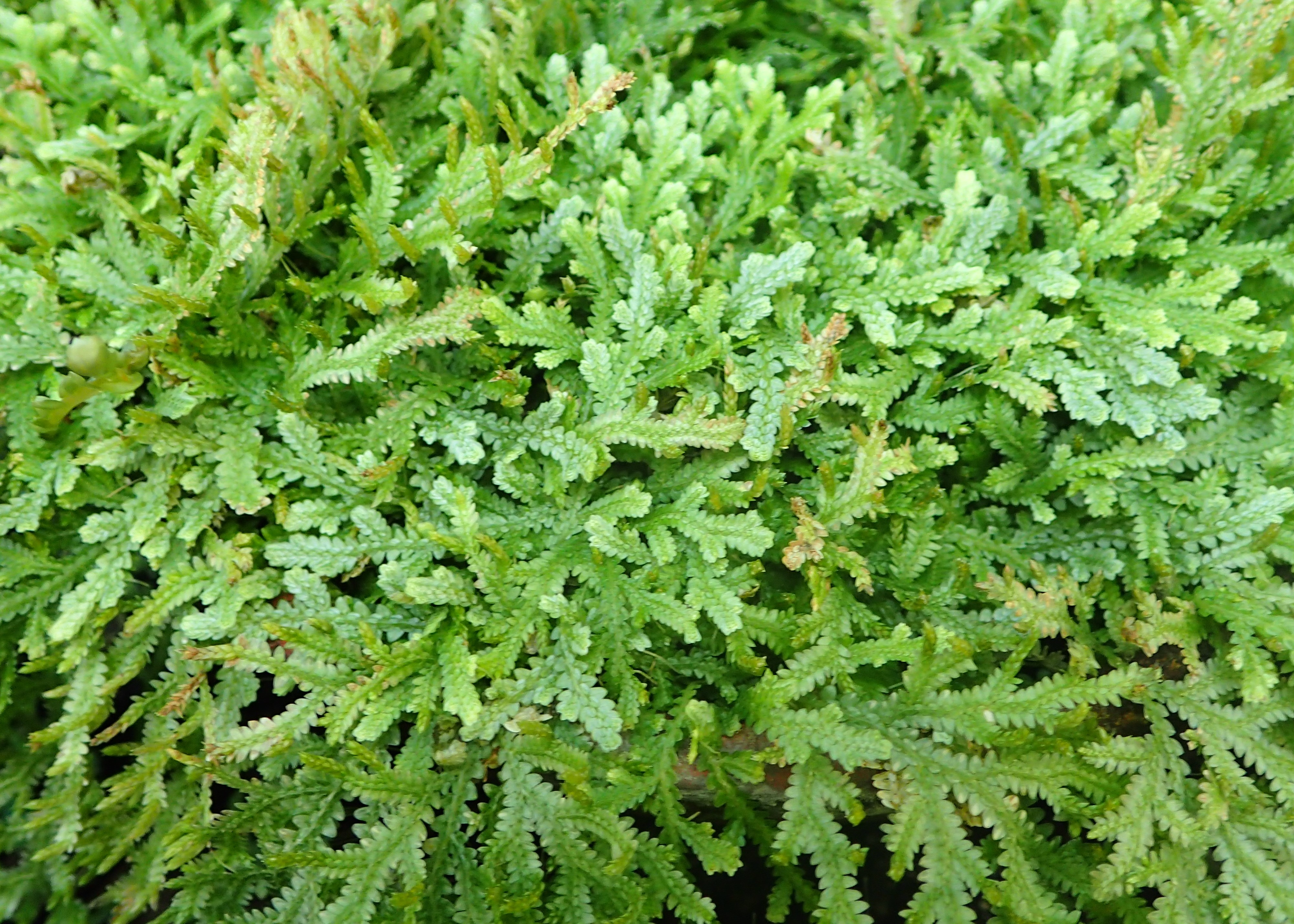
Selaginella serpens

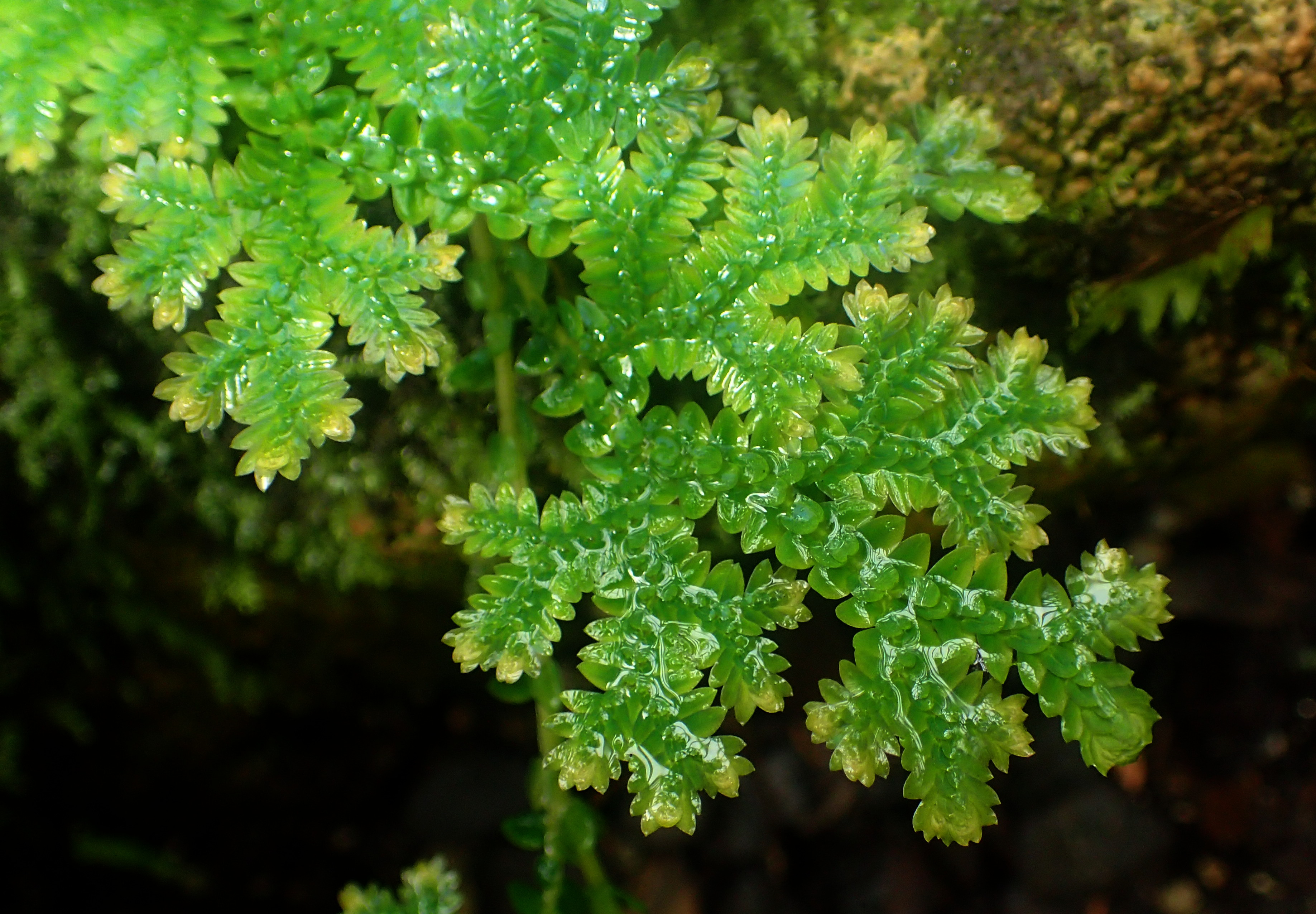
Selaginella stauntoniana

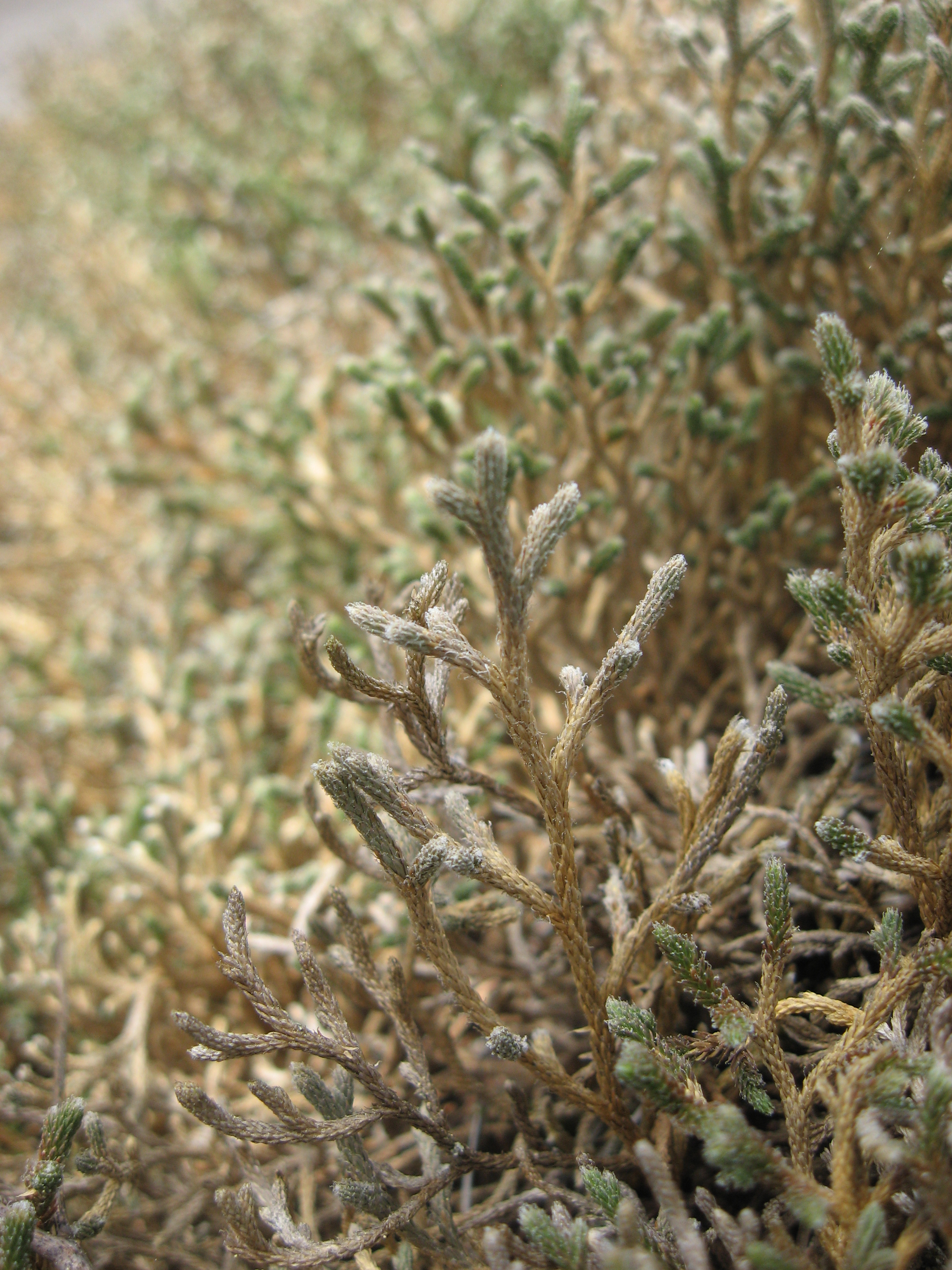
Selaginella tortipila

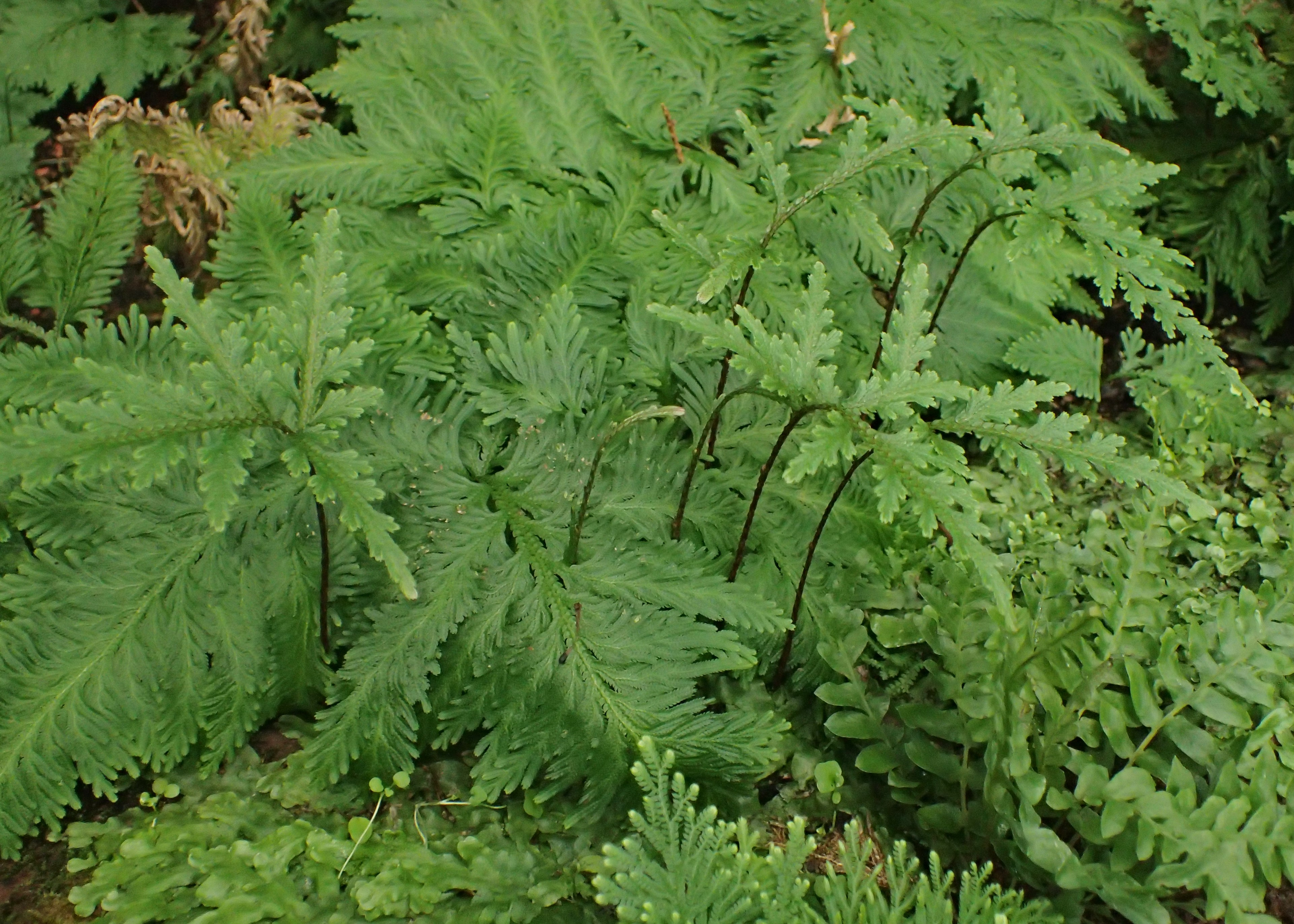
Selaginella umbrosa

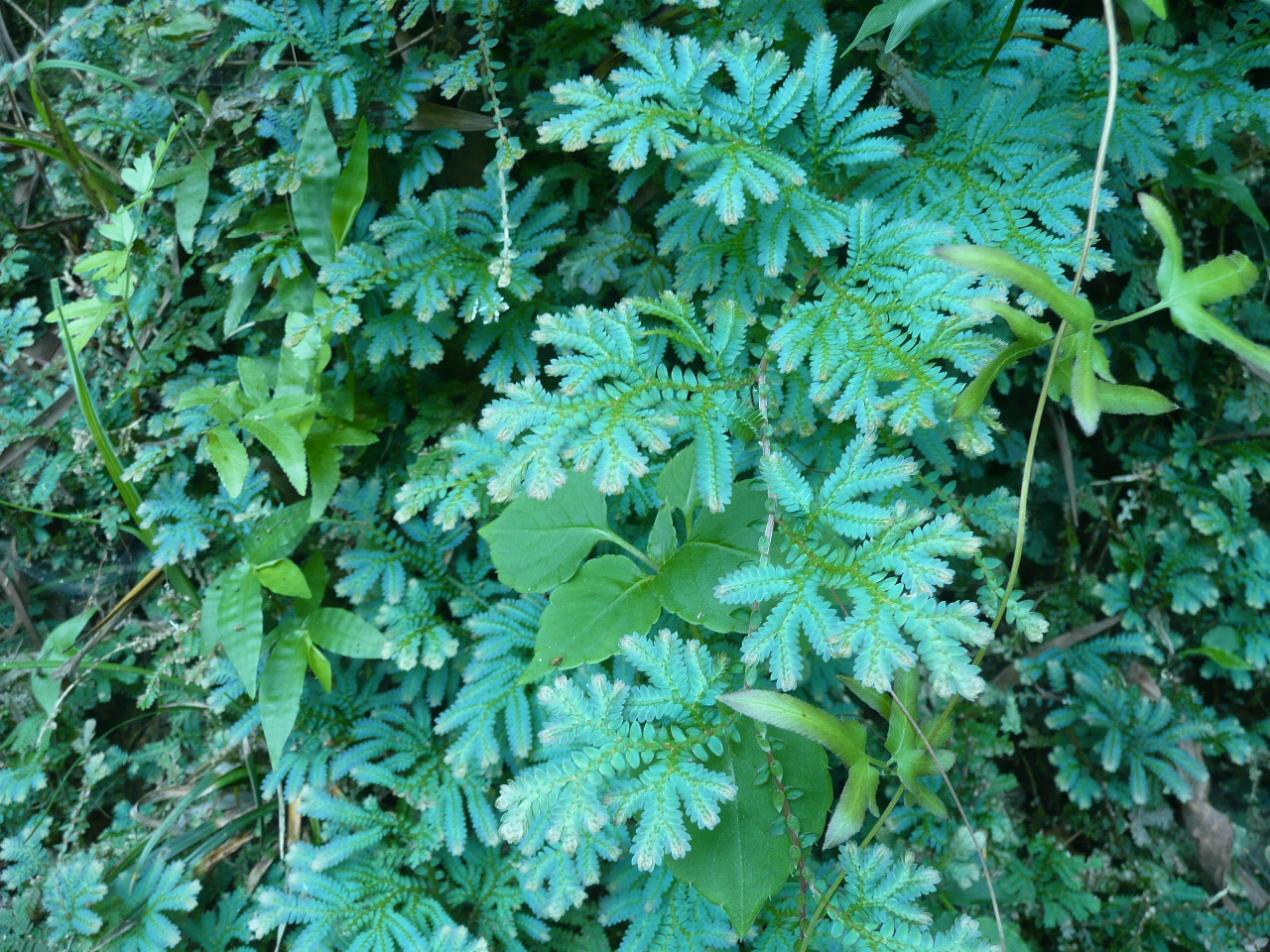
Selaginella uncinata

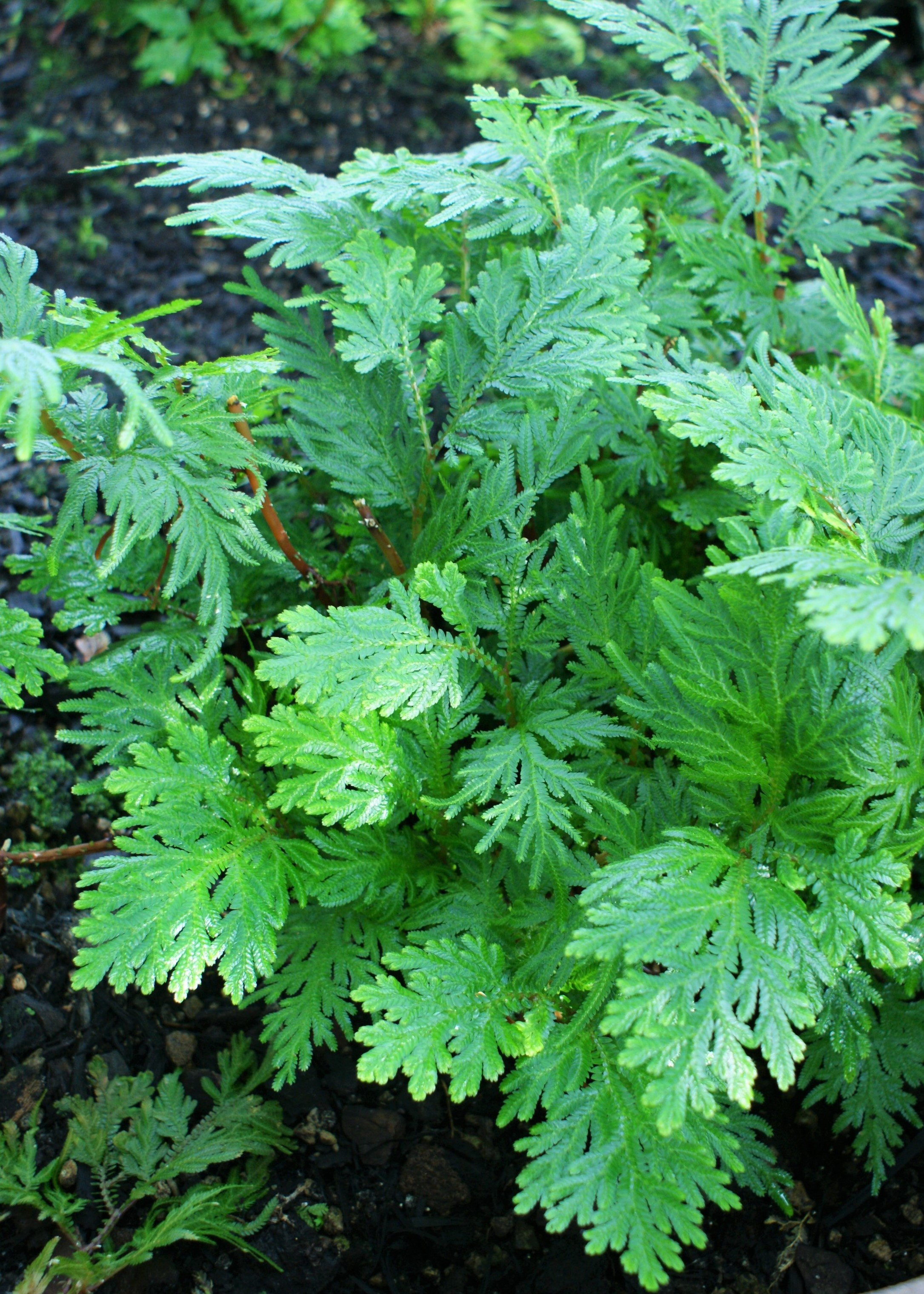
Selaginella vogelii

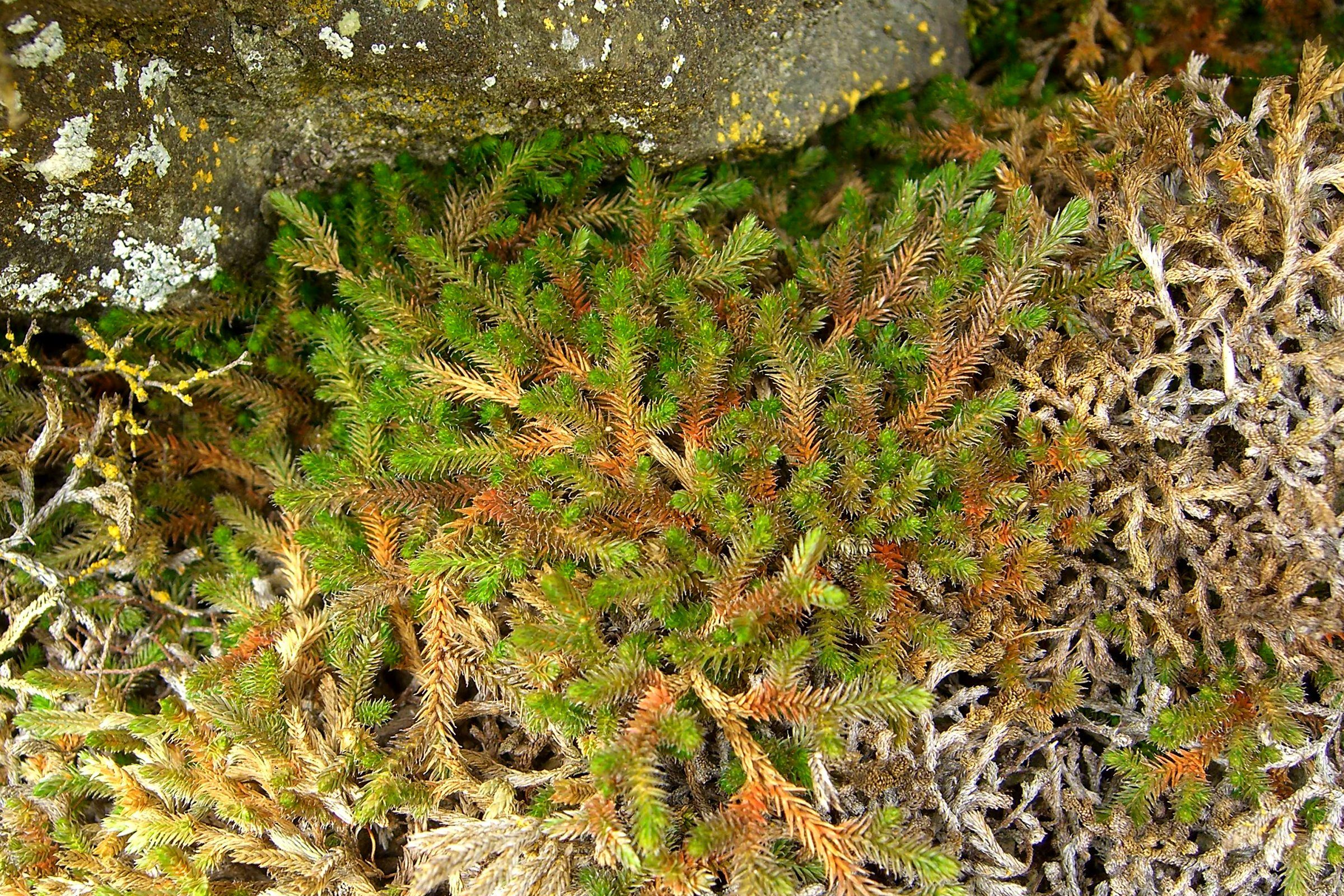
Selaginella wallacei

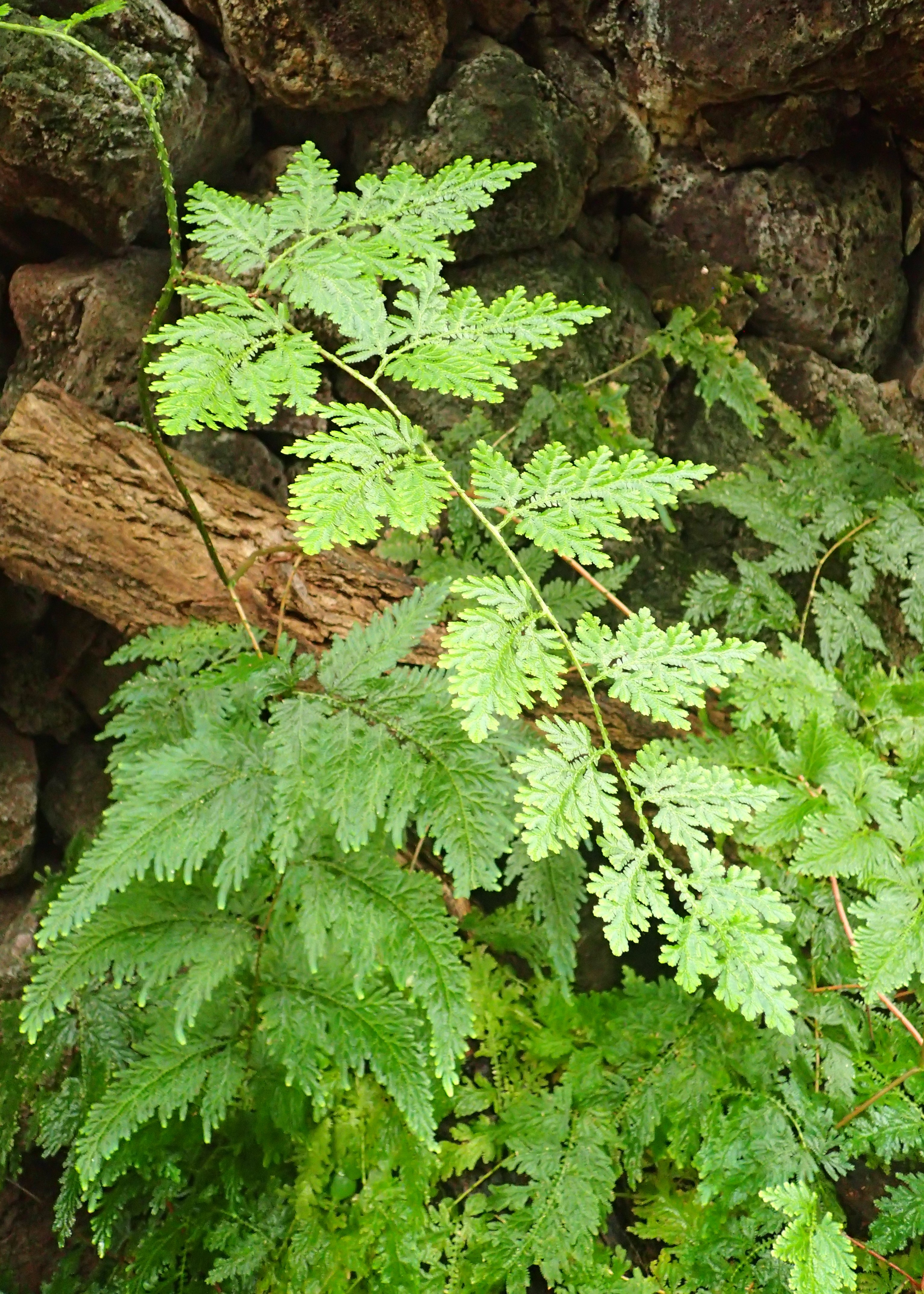
Selaginella willdenowii

Wykaz gatunków według The Plants of the World
- Selaginella aboriginalis C.Schulz & Homberg
- Selaginella acanthonota Underw.
- Selaginella acanthostachys  Baker
- Selaginella achotalensis Shelton & Caluff
- Selaginella aculeatifolia Valdespino
- Selaginella acutifolia (Stolze) Valdespino
- Selaginella adunca A.Braun ex Hieron.
- Selaginella aenea Warb.
- Selaginella agioneuma Valdespino & C.López
- Selaginella aitchisonii Hieron.
- Selaginella alampeta M.Kessler & A.R.Sm.
- Selaginella albociliata P.S.Wang
- Selaginella albolineata A.R.Sm.
- Selaginella alligans Hieron.
- Selaginella alopecuroides Baker
- Selaginella alstonii G.Heringer, Salino & Valdespino
- Selaginella altheae Valdespino
- Selaginella alutacea Spring
- Selaginella amazonica Spring
- Selaginella amblyphylla Alston
- Selaginella anaclasta Alston ex Crabbe & Jermy
- Selaginella anceps (C.Presl) C.Presl
- Selaginella andrewsii Jermy & J.S.Holmes
- Selaginella angustifolia Valdespino
- Selaginella apoda Spring
- Selaginella apoensis Hieron.
- Selaginella applanata A.Br.
- Selaginella arbuscula (Kaulf.) Spring
- Selaginella arbusculoides J.W.Moore
- Selaginella arenaria Baker
- Selaginella arenicola Underw.
- Selaginella argentea (Wall. ex Hook. & Grev.) Spring
- Selaginella aristata Spring
- Selaginella arizonica Maxon
- Selaginella armata Baker
- Selaginella arrecta A.R.Sm.
- Selaginella arroyoana M.Kessler & A.R.Sm.
- Selaginella arsenei Weath.
- Selaginella arsiclada Valdespino
- Selaginella arthritica Alston
- Selaginella articulata (Kunze) Spring
- Selaginella ascillifolia Alderw.
- Selaginella asperula Mart. ex Spring
- Selaginella asplundii Crabbe & Jermy
- Selaginella asprella Maxon
- Selaginella atimonanensis B.C.Tan & Jermy
- Selaginella atirrensis Hieron.
- Selaginella auquieri Bizzarri
- Selaginella auriculata Spring
- Selaginella australiensis Baker
- Selaginella axillifolia Alderw.
- Selaginella bahiensis Spring
- Selaginella balansae (A.Br.) Hieron.
- Selaginella balfourii Baker
- Selaginella bamleri Hieron.
- Selaginella banksii Alston
- Selaginella barnebyana Valdespino
- Selaginella basipilosa Valdespino
- Selaginella beccariana Baker
- Selaginella behrmanniana Hieron.
- Selaginella beitelii A.R.Sm.
- Selaginella bemarahensis Stefanovic & Rakotondr.
- Selaginella bernoullii Hieron.
- Selaginella bifida Delmail
- Selaginella biformis A.Braun ex Kuhn
- Selaginella bigelovii Underw.
- Selaginella birarensis Kuhn
- Selaginella bisulcata Spring
- Selaginella blepharodella Valdespino
- Selaginella blepharophylla  Alston
- Selaginella bluuensis Alderw.
- Selaginella bodinieri Hieron. ex Christ
- Selaginella bombycina Spring
- Selaginella boninensis Baker
- Selaginella boomii Valdespino
- Selaginella boschai Hieron.
- Selaginella bracei Hieron. ex O.C.Schmidt
- Selaginella brachyblephari s Alderw.
- Selaginella braunii Baker
- Selaginella breedlovei Valdespino
- Selaginella brevifolia Baker
- Selaginella brevipes A.Braun
- Selaginella breweriana A.R.Sm.
- Selaginella breynii Spring
- Selaginella breynioides Baker
- Selaginella brisbanensis F.M.Bailey
- Selaginella brooksii Hieron.
- Selaginella browneana O.C.Schmidt
- Selaginella bryophila M.Kessler & A.R.Sm.
- Selaginella bryopteris (L.) Baker
- Selaginella buchholzii Hieron.
- Selaginella buergersiana Hieron.
- Selaginella burbidgei Baker
- Selaginella burkei Hieron.
- Selaginella cabrerensis Hieron.
- Selaginella caffrorum (Milde) Hieron.
- Selaginella calceolata Jermy
- Selaginella calcicola Hieron.
- Selaginella calostachya (Hook. & Grev.) Alston
- Selaginella calosticha Spring
- Selaginella caluffii Shelton
- Selaginella canaliculata (L.) Spring
- Selaginella cardiophylla Valdespino
- Selaginella carinata R.M.Tryon
- Selaginella carioi Hieron.
- Selaginella carnea Alderw.
- Selaginella carnerosana T.Reeves
- Selaginella cataphracta (Willd.) Spring
- Selaginella cataractarum Alston
- Selaginella cathedrifolia Spring
- Selaginella caudata (Desv.) Spring
- Selaginella cavernaria Caluff & Shelton
- Selaginella cavifolia A.Br.
- Selaginella centipediformi s L.D.Gómez
- Selaginella cesatii Hieron.
- Selaginella chaetoloma Alston
- Selaginella chaii Jermy
- Selaginella cheiromorpha Alston
- Selaginella chevalieri Hieron. ex Bonap.
- Selaginella chiapensis A.R.Sm.
- Selaginella chionoloma Alston ex Crabbe & Jermy
- Selaginella christii Hieron.
- Selaginella chrysocaulos (Hook. & Grev.) Spring
- Selaginella chrysoleuca Spring
- Selaginella chrysorrhizos Spring
- Selaginella chuweimingii X.M.Zhou, Z.R.He, Liang Zhang & Li Bing Zhang
- Selaginella ciliaris (Retz.) Spring
- Selaginella cinerascens A.A.Eaton
- Selaginella cladorhizans A.Br.
- Selaginella coarctata Spring
- Selaginella cochleata (Hook. & Grev.) Spring
- Selaginella commersoniana Spring
- Selaginella commutata Alderw.
- Selaginella concinna (Sw.) Spring
- Selaginella conduplicata Spring
- Selaginella conferta Veitch ex R.Hogg
- Selaginella confusa Spring
- Selaginella congoensis Alston
- Selaginella contigua Baker
- Selaginella convoluta (Arn.) Spring
- Selaginella coonooriana R.D.Dixit
- Selaginella corallina (Riddell) Wilbur & Whitson
- Selaginella cordifolia (Desv.) Spring
- Selaginella correae Valdespino
- Selaginella corrugis Mickel & Beitel
- Selaginella crassipes Spring
- Selaginella crinita Valdespino
- Selaginella cristalensis Shelton & Caluff
- Selaginella cruciformis Crabbe & Jermy
- Selaginella culverwellii N.R.Crouch
- Selaginella cumingiana Spring
- Selaginella cuneata Mickel & Beitel
- Selaginella cuprea Ridl.
- Selaginella cupressina (Willd.) Spring
- Selaginella curtisii Ridl.
- Selaginella cyclophylla A.R.Sm.
- Selaginella dahlii Hieron.
- Selaginella daozhenensis Li Bing Zhang, Q.W.Sun & Jun H.Zhao
- Selaginella darmandvillei Alderw.
- Selaginella dasyloma Alston
- Selaginella davidii Franch.
- Selaginella decipiens Warb.
- Selaginella decomposita Spring
- Selaginella decurrens Hieron.
- Selaginella deflexa Brack.
- Selaginella delicatissima A.Br.
- Selaginella delicatula (Desv.) Alston
- Selaginella dendricola Jenman
- Selaginella densa Rydb.
- Selaginella densifolia Spruce
- Selaginella denticulata (L.) Spring
- Selaginella denudata (Willd.) Spring
- Selaginella devolii H.M.Chang, P.F.Lu & W.L.Chiou
- Selaginella dielsii Hieron.
- Selaginella diffusa (C.Presl) Spring
- Selaginella digitata Spring
- Selaginella distachya Cordem.
- Selaginella distans Warb.
- Selaginella doederleinii Hieron.
- Selaginella dolichoclada Alston
- Selaginella dorsicola Hosok.
- Selaginella dosedlae Gilli
- Selaginella douglasii (Hook. & Grev.) Spring
- Selaginella dregei (C.Presl) Hieron.
- Selaginella drepanophylla Alston
- Selaginella × dualis Caluff & Shelton
- Selaginella eatonii Hieron. ex Small
- Selaginella echinata Baker
- Selaginella eclipes W.R.Buck
- Selaginella ecuadoriana Gilli
- Selaginella effusa Alston
- Selaginella elegantissima Warb.
- Selaginella elmeri Hieron.
- Selaginella engleri Hieron.
- Selaginella epipubens Caluff & Shelton
- Selaginella epirrhizos Spring
- Selaginella erectifolia Spring
- Selaginella eremophila Maxon
- Selaginella erythropus
- Selaginella eschscholzii Hieron.
- Selaginella estrellensis Hieron.
- Selaginella eublepharis A.Br. ex Hieron.
- Selaginella euclimax Crabbe & Jermy
- Selaginella eurynota A.Br.
- Selaginella exaltata (Kunze) Spring
- Selaginella exasperata Warb.
- Selaginella exilis J.W.Moore
- Selaginella expansa Sodiro
- Selaginella extensa Underw.
- Selaginella falcata (P.Beauv.) Spring
- Selaginella fenixii Hieron.
- Selaginella filicaulis Sodiro
- Selaginella finitima Mickel & Beitel
- Selaginella finium Alderw.
- Selaginella firmula A.Br. ex Kuhn
- Selaginella firmuloides Warb.
- Selaginella fissidentoides
- Selaginella flabellata (L.) Spring
- Selaginella flabellum (Desv.) Spring
- Selaginella flacca Alston
- Selaginella flagellata Spring
- Selaginella flexuosa Spring
- Selaginella fragilis A.Br.
- Selaginella fragillima Silveira
- Selaginella frondosa Warb.
- Selaginella fruticulosa (Bory ex Willd.) Spring
- Selaginella fuertesii Hieron.
- Selaginella fulcrata (Buch.-Ham. ex D.Don) Spring
- Selaginella fulvicaulis Hieron.
- Selaginella furcillifolia Hieron.
- Selaginella ganguliana R.D.Dixit
- Selaginella gastrophylla Warb.
- Selaginella gaudichaudiana  Spring
- Selaginella geniculata (C.Presl) Spring
- Selaginella germinans Valdespino & C.López
- Selaginella gigantea Steyerm. & A.R.Sm.
- Selaginella glossophylla Crabbe & Jermy
- Selaginella goudotiana Spring
- Selaginella grabowskyi Warb.
- Selaginella gracilis T.Moore
- Selaginella gracillima (Kuntze) Alston
- Selaginella grallipes Alston
- Selaginella grandis T.Moore
- Selaginella griffithii Spring
- Selaginella grisea Alston
- Selaginella guatemalensis Baker
- Selaginella guihaia X.C.Zhang
- Selaginella gynostachya Valdespino
- Selaginella gypsophila A.R.Sm. & T.Reeves
- Selaginella haematodes (Kunze) Spring
- Selaginella haenkeana Spring
- Selaginella hainanensis X.C.Zhang & Noot.
- Selaginella hallieri Alderw.
- Selaginella hansenii Hieron.
- Selaginella harrisii Underw. & Hieron.
- Selaginella hartii Hieron.
- Selaginella hartwegiana Spring
- Selaginella helferi Warb.
- Selaginella helicoclada Alston
- Selaginella hellwigii Hieron.
- Selaginella helvetica (L.) Spring – widliczka szwajcarska
- Selaginella hemicardia Valdespino
- Selaginella heterodonta Hieron. ex Urb.
- Selaginella heterostachys Baker
- Selaginella hewittii Hieron.
- Selaginella hieronymiana Alderw.
- Selaginella hildebrandtii A.Br. ex Kuhn
- Selaginella hindsii Hieron.
- Selaginella hirsuta Alston ex Crabbe & Jermy
- Selaginella hirtifolia Valdespino
- Selaginella hispida (Willd.) A.Br. ex Urb.
- Selaginella hochreutineri Hieron.
- Selaginella hoffmannii Hieron.
- Selaginella hollrungii Hieron.
- Selaginella homaliae A.Br.
- Selaginella hordeiformis Baker
- Selaginella horizontalis (C.Presl) Spring
- Selaginella hosei Hieron.
- Selaginella huehuetenangen sis Hieron.
- Selaginella humboldtiana A.Br.
- Selaginella hyalogramma Valdespino
- Selaginella idiospora Alston
- Selaginella illecebrosa Alston
- Selaginella imbricans A.R.Sm.
- Selaginella imbricata (Forssk.) Spring ex Decne.
- Selaginella inaequalifolia  (Hook. & Grev.) Spring
- Selaginella ingens Alston
- Selaginella integrifolia Alderw.
- Selaginella intermedia (Blume) Spring
- Selaginella intertexta Spring
- Selaginella involvens (Sw.) Spring
- Selaginella ivanii Shelton & Caluff
- Selaginella jacquemontii Spring
- Selaginella jagorii Warb.
- Selaginella jonesii O.C.Schmidt
- Selaginella jungermannioid es (Gaudich.) Spring
- Selaginella kaernbachii Hieron.
- Selaginella kalbreyeri Baker
- Selaginella kanehirae Alston
- Selaginella karimatae Alderw.
- Selaginella karowtipuensis  Valdespino
- Selaginella keralensis R.D.Dixit
- Selaginella kerstingii Hieron.
- Selaginella ketra-ayam Alderw.
- Selaginella kittyae Alderw.
- Selaginella kivuensis Bizzarri
- Selaginella kochii Hieron.
- Selaginella kouytcheensis H.Lév.
- Selaginella kraussiana (Kunze) A.Braun – widliczka Kraussa
- Selaginella krugii Hieron.
- Selaginella kunzeana A.Br.
- Selaginella kurzii Baker
- Selaginella kusaiensis Hosok.
- Selaginella labordei Hieron. ex Christ
- Selaginella lacerata Warb.
- Selaginella lanceolata Warb.
- Selaginella landii Greenm. & N.Pfeiff.
- Selaginella latifolia (Hook. & Grev.) Spring
- Selaginella latifrons Warb.
- Selaginella latupana Alderw.
- Selaginella lauterbachii Hieron.
- Selaginella laxa Spring
- Selaginella laxifolia Baker
- Selaginella laxistrobila K.H.Shing
- Selaginella lebongtandaian a Alderw.
- Selaginella lechleri Hieron.
- Selaginella ledermannii Hieron.
- Selaginella leonardii O.C.Schmidt
- Selaginella leoneensis Hieron.
- Selaginella lepida Hieron.
- Selaginella lepidophylla (Hook. & Grev.) Spring – widliczka łuskolistna
- Selaginella leptophylla Baker
- Selaginella leucobryoides Maxon
- Selaginella leucoloma Crabbe & Jermy
- Selaginella leveriana Alston
- Selaginella lewalleana Bizzarri
- Selaginella limbata Alston
- Selaginella lindenii Spring
- Selaginella lindhardtii Hieron.
- Selaginella lindigii A.Br.
- Selaginella lineariformis Jermy
- Selaginella lineolata Mickel & Beitel
- Selaginella lingulata Spring
- Selaginella llanosii Hieron.
- Selaginella lobbii G.Nicholson
- Selaginella longiaristata Hieron.
- Selaginella longiciliata Hieron.
- Selaginella longipes Alderw.
- Selaginella longipinna Warb.
- Selaginella longirostris Alderw.
- Selaginella longissima Baker
- Selaginella longistrobilin a P.S.Wang, X.Y.Wang & Li Bing Zhang
- Selaginella lonko-batu Hieron. & Alderw.
- Selaginella loriai Hieron.
- Selaginella ludoviciana (A.Braun) A.Braun
- Selaginella lutchuensis Koidz.
- Selaginella luzonensis Hieron.
- Selaginella lyallii (Hook. & Grev.) Spring
- Selaginella lychnuchus Spring
- Selaginella macilenta Baker
- Selaginella macrathera Weath.
- Selaginella macroblepharis  Warb.
- Selaginella macrostachya (Spring) Spring
- Selaginella magnafornensis  Valdespino & C.López
- Selaginella magnifica Warb.
- Selaginella mairei H.Lév.
- Selaginella mannii Baker
- Selaginella maracasensis O.C.Schmidt
- Selaginella marahuacae A.R.Sm.
- Selaginella marginata (Kunth) Spring
- Selaginella marinii Stefanovic & Rakotondr.
- Selaginella marosensis Alderw.
- Selaginella martensii Spring – widliczka Martensa
- Selaginella maxima Alderw.
- Selaginella mayeri Hieron.
- Selaginella mazaruniensis Jenman
- Selaginella megalura Hieron.
- Selaginella megaphylla Baker
- Selaginella megastachya Baker
- Selaginella melanesica Kuhn
- Selaginella mendoncae Hieron.
- Selaginella menziesii (Hook. & Grev.) Spring
- Selaginella meridensis Alston
- Selaginella mickelii Valdespino
- Selaginella microdendron Baker
- Selaginella microdonta A.C.Sm.
- Selaginella microphylla (Kunth) Spring
- Selaginella microtus A.Br.
- Selaginella miniatospora (Dalzell) Baker
- Selaginella minima Spring
- Selaginella minutifolia Spring
- Selaginella mittenii Baker
- Selaginella mixteca Mickel & Beitel
- Selaginella moellendorffii  Hieron.
- Selaginella molleri Hieron.
- Selaginella molliceps Spring
- Selaginella mollis A.Br.
- Selaginella monodii Alston
- Selaginella monospora Spring
- Selaginella monticola Valdespino
- Selaginella moratii W.Hagemann & Rauh
- Selaginella morgani Zeiller
- Selaginella moritziana Spring
- Selaginella mortoniana Crabbe & Jermy
- Selaginella mosorongensis Hieron.
- Selaginella moszkowskii Hieron.
- Selaginella mucronata G.Heringer, Salino & Valdespino
- Selaginella mucugensis Valdespino
- Selaginella muelleri Baker
- Selaginella muscosa Spring
- Selaginella mutica D.C.Eaton
- Selaginella myosuroides (Kaulf.) Spring
- Selaginella myosurus (Sw.) Alston
- Selaginella myriostachya Valdespino, C.López & L.A.Góes
- Selaginella nana (Desv.) Spring
- Selaginella nanophylla Valdespino, C.López & L.A.Góes
- Selaginella nanuzae Valdespino
- Selaginella neblinae A.R.Sm.
- Selaginella neei Hieron.
- Selaginella negrosensis Hieron.
- Selaginella neocaledonica Baker
- Selaginella × neomexicana Maxon
- Selaginella neospringiana Valdespino
- Selaginella nipponica Franch. & Sav.
- Selaginella nivea Alston
- Selaginella njamnjamensis Hieron.
- Selaginella nothohybrida Valdespino
- Selaginella novae-guineae Hieron.
- Selaginella novae-hollandi ae (Sw.) Spring
- Selaginella novoleonensis Hieron.
- Selaginella nubigena J.P.Roux
- Selaginella nummularia Warb.
- Selaginella nummulariifoli a Ching
- Selaginella oaxacana Spring
- Selaginella obtusa (P.Beauv.) Spring
- Selaginella opaca Warb.
- Selaginella orbiculifolia Shelton & Caluff
- Selaginella oregana D.C.Eaton
- Selaginella orizabensis Hieron.
- Selaginella ornata (Hook. & Grev.) Spring
- Selaginella ornithopodioid es (L.) Spring
- Selaginella osaensis A.Rojas
- Selaginella ostenfeldii Hieron.
- Selaginella ovifolia Baker
- Selaginella oviformis Alderw.
- Selaginella padangensis Hieron.
- Selaginella palauensis Hosok.
- Selaginella pallescens (C.Presl) Spring
- Selaginella pallida Spring
- Selaginella pallidissima Spring
- Selaginella palmiformis Alston ex Crabbe & Jermy
- Selaginella palu-palu F.M.Bailey
- Selaginella panurensis Baker
- Selaginella parishii Underw.
- Selaginella parkeri (Hook. & Grev.) Spring
- Selaginella parviarticulat a W.R.Buck
- Selaginella parvifolia Alderw.
- Selaginella paxii Hieron.
- Selaginella pedata Klotzsch
- Selaginella pellucidopunct ata Valdespino
- Selaginella pennata (D.Don) Spring
- Selaginella pentagona Spring
- Selaginella permutata Hieron.
- Selaginella perottetii Spring
- Selaginella perpusilla Baker
- Selaginella peruviana Hieron.
- Selaginella pervillei Spring
- Selaginella petelotii Alston
- Selaginella phanotricha Baker
- Selaginella phiara Valdespino, C.López & L.A.Góes
- Selaginella philipsonii (Jermy & J.M.Rankin) Valdespino
- Selaginella phillipsina (Hieron.) Alston
- Selaginella philppina Spring
- Selaginella picta A.Braun ex Baker
- Selaginella pilifera A.Br.
- Selaginella pilosula Alderw.
- Selaginella plagiochila Baker
- Selaginella plana (Desv.) Hieron.
- Selaginella plumieri Hieron.
- Selaginella plumosa (L.) C.Presl
- Selaginella poeppigiana
- Selaginella polita Ridl.
- Selaginella polymorpha Badré
- Selaginella polyptera Valdespino
- Selaginella polystachya (Warb.) Hieron.
- Selaginella popayanensis Hieron.
- Selaginella poperangensis Hieron. ex Rech.
- Selaginella porelloides (Lam.) Spring
- Selaginella porphyrospora A.Br.
- Selaginella posewitzii Hieron.
- Selaginella potaroensis Jenman
- Selaginella praestans Alston
- Selaginella praetermissa Alston
- Selaginella prasina Baker
- Selaginella presliana Spring
- Selaginella pricei B.C.Tan & Jermy
- Selaginella procera Alston
- Selaginella producta Baker
- Selaginella prolifera Valdespino
- Selaginella proniflora (Lam.) Baker
- Selaginella propinqua Alderw.
- Selaginella prostrata (H.S.Kung) Li Bing Zhang
- Selaginella protensa Alston
- Selaginella protracta Warb.
- Selaginella proxima R.M.Tryon
- Selaginella pruskiana Valdespino
- Selaginella pseudopaleifer a Hand.-Mazz.
- Selaginella pseudovolkensi i Hosok.
- Selaginella psittacorrhync ha Valdespino
- Selaginella pubens A.R.Sm.
- Selaginella puberulipes Alderw.
- Selaginella pubescens (Wall. ex Hook. & Grev.) Spring
- Selaginella pulcherrima Liebm.
- Selaginella pulvinata (Hook. & Grev.) Maxim.
- Selaginella pygmaea (Kaulf.) Alston
- Selaginella quadrifaria Alston
- Selaginella quadrivenulosa  Alderw.
- Selaginella radiata (Aubl.) Baker
- Selaginella radicata (Hook. & Grev.) Spring
- Selaginella raiateensis J.W.Moore
- Selaginella ramosii Hieron.
- Selaginella ramosissima Baker
- Selaginella rasoloheryi Rakotondr.
- Selaginella raynaliana Tardieu
- Selaginella rechingeri Hieron.
- Selaginella reflexa Underw.
- Selaginella reineckei Hieron.
- Selaginella remotifolia Spring
- Selaginella repanda (Desv.) Spring
- Selaginella reticulata (Hook. & Grev.) Spring
- Selaginella revoluta Baker
- Selaginella rhodostachya Baker
- Selaginella ribae Valdespino
- Selaginella ridleyi Baker
- Selaginella rivalis Ridl.
- Selaginella robinsonii Alderw.
- Selaginella rodriguesiana Baker
- Selaginella roesickeana Hieron.
- Selaginella rolandi-princi pis Alston
- Selaginella roraimensis Baker
- Selaginella rosea Alston
- Selaginella rossii (Baker) Warb.
- Selaginella rothertii Alderw.
- Selaginella rotundifolia Spring
- Selaginella roxburghii
- Selaginella royenii Alston
- Selaginella rugulosa Ces.
- Selaginella rupestris (L.) Spring
- Selaginella rupincola Underw.
- Selaginella rzedowskii Lorea-Hern.
- Selaginella sajanensis Stepanov & Sonnikova
- Selaginella sakuraii H.Miller
- Selaginella salazariae Valdespino
- Selaginella salinoi L.A.Góes & G.Heringer
- Selaginella saltuicola Valdespino
- Selaginella sambasensis Hieron.
- Selaginella sambiranensis Stefanovic & Rakotondr.
- Selaginella sandvicensis
- Selaginella sandwithii Alston
- Selaginella sanguinolenta (L.) Spring
- Selaginella sarawakensis Hieron.
- Selaginella sartorii Hieron.
- Selaginella scabrida Ridl.
- Selaginella scabrifolia Ching & Chu H.Wang
- Selaginella scalariformis A.C.Sm.
- Selaginella schaffneri Hieron.
- Selaginella schatteburgian a Hieron.
- Selaginella schefferi Hieron.
- Selaginella schiedeana A.Br.
- Selaginella schizobasis Baker
- Selaginella schlechteri Hieron.
- Selaginella schultesii Alston ex Crabbe & Jermy
- Selaginella schumannii Hieron.
- Selaginella sechellarum Baker
- Selaginella seemannii Baker
- Selaginella selaginoides (L.) P.Beauv. ex Schrank & Mart. – widliczka ostrozębna
- Selaginella selangorensis Bedd. ex Ridl.
- Selaginella sellowii Hieron.
- Selaginella sematophylla Valdespino, G.Heringer & Salino
- Selaginella semicordata (Wall. ex Hook. & Grev.) Spring
- Selaginella sepikensis Hieron.
- Selaginella sericea A.Br.
- Selaginella serpens (Desv.) Spring
- Selaginella serratosquarro sa Quansah
- Selaginella serrulata (Desv.) Spring
- Selaginella sertata Spring
- Selaginella sespillifolia Brownlie
- Selaginella setchellii O.C.Schmidt
- Selaginella shabaensis Bizzarri
- Selaginella shakotanensis (Franch. ex Takeda) Miyabe & Kudô
- Selaginella siamensis Hieron.
- Selaginella sibirica (Milde) Hieron.
- Selaginella silvestris Aspl.
- Selaginella simplex Baker
- Selaginella simpokakensis Hieron.
- Selaginella sinensis (Desv.) Spring
- Selaginella singalanensis Hieron.
- Selaginella sinuosa (Desv.) Alston
- Selaginella smithiorum Valdespino
- Selaginella sobolifera A.R.Sm.
- Selaginella societatis J.W.Moore
- Selaginella solomonii Valdespino
- Selaginella soneratii Hieron.
- Selaginella soyauxii Hieron.
- Selaginella spanielema Alston
- Selaginella sparsifolia (Desv.) Badré
- Selaginella speciosa A.Br.
- Selaginella squamulosa Valdespino
- Selaginella squarrosa Baker
- Selaginella stauntoniana Spring
- Selaginella stellata Spring
- Selaginella stenophylla A.Braun
- Selaginella steyermarkii Alston
- Selaginella stipulata (Blume) Spring
- Selaginella stolleana Hieron.
- Selaginella stomatoloma Valdespino
- Selaginella striata Caluff & Shelton
- Selaginella strigosa Bedd.
- Selaginella strobiformis Warb.
- Selaginella suavis Spring
- Selaginella subalpina Alderw.
- Selaginella subarborescens  Hook.
- Selaginella subcalcarata Alderw.
- Selaginella subcordata A.Br. ex Kuhn
- Selaginella subdiaphana (Wall. ex Hook. & Grev.) Spring
- Selaginella subisophylla Jermy
- Selaginella subrugosa Mickel & Beitel
- Selaginella subserpentina Alderw.
- Selaginella subspinulosa Spring
- Selaginella subsplendens C.Presl
- Selaginella substipitata Spring
- Selaginella subtrisulcata Alderw.
- Selaginella suffruticosa Alderw.
- Selaginella sulcata (Desv.) Spring ex Mart.
- Selaginella sungemagneana Alderw.
- Selaginella surucucusensis  L.A.Góes & E.L.M.Assis
- Selaginella tama-montana Seriz.
- Selaginella tamariscina (P.Beauv.) Spring
- Selaginella tanyclada Alston ex Crabbe & Jermy
- Selaginella tarapotensis Baker
- Selaginella tarda Mickel & Beitel
- Selaginella taylorii Valdespino
- Selaginella temehaniensis J.W.Moore
- Selaginella tenella (P.Beauv.) Spring
- Selaginella tenera (Hook. & Grev.) Spring
- Selaginella tenerrima A.Br. ex Kuhn
- Selaginella tenuifolia Spring
- Selaginella tenuissima Fée
- Selaginella tereticaulis (Desv.) Spring
- Selaginella terezoana Bautista
- Selaginella thomensis Alston
- Selaginella thurnwaldiana Hieron.
- Selaginella thysanophylla A.R.Sm.
- Selaginella tomentosa Spring
- Selaginella torricelliana Alderw.
- Selaginella tortipila A.Braun
- Selaginella trachyphylla A.Br.
- Selaginella trichoclada Alston
- Selaginella trichophylla K.H.Shing
- Selaginella trisulcata Aspl.
- Selaginella truncata A.Braun
- Selaginella trygonoides Valdespino
- Selaginella tuberculata Spruce
- Selaginella tuberosa B.McAlpin & Lellinger
- Selaginella tyleri A.C.Sm.
- Selaginella tylophora Alderw.
- Selaginella uliginosa (Labill.) Spring
- Selaginella umbrosa Lem. ex Hieron.
- Selaginella uncinata (Desv.) Spring
- Selaginella undata Shelton & Caluff
- Selaginella underwoodii Hieron.
- Selaginella unilateralis Spring
- Selaginella urquiolae Caluff & Shelton
- Selaginella usterii Hieron.
- Selaginella utahensis Flowers
- Selaginella vaginata Spring
- Selaginella valdepilosa Baker
- Selaginella valida Alston
- Selaginella vanderystii Bizzarri
- Selaginella vardei H.Lév.
- Selaginella velutina Cesati
- Selaginella ventricosa Valdespino & C.López
- Selaginella vernicosa Baker
- Selaginella versatilis A.R.Sm.
- Selaginella versicolor Spring
- Selaginella vestiens Baker
- Selaginella vestita Alderw.
- Selaginella victoriae W.Bull
- Selaginella vieillardii Warb.
- Selaginella viridangula Spring
- Selaginella viridissima Weath.
- Selaginella viridula (Bory) Spring
- Selaginella viticulosa Klotzsch
- Selaginella vogelii Spring
- Selaginella volkensii Hieron.
- Selaginella volubilis Alston
- Selaginella vonroemeri Alderw.
- Selaginella wahauensis Hieron.
- Selaginella wallacei Hieron.
- Selaginella wallichii (Hook. & Grev.) Spring
- Selaginella wangpeishanii Li Bing Zhang, H.He & Q.W.Sun
- Selaginella wariensis Hieron.
- Selaginella watsonii Underw.
- Selaginella wattii Baker
- Selaginella weatherbiana R.M.Tryon
- Selaginella weinlandii Hieron.
- Selaginella whitmeei Baker
- Selaginella wightii Hieron.
- Selaginella willdenowii (Desv.) Baker – widliczka Willdenowa
- Selaginella wolfii Sodiro
- Selaginella wrightii Hieron.
- Selaginella wurdackii Alston
- Selaginella xipholepis Baker
- Selaginella xiphophylla Baker
- Selaginella yemensis (Sw.) Spring
- Selaginella yunckeri Alston
- Selaginella zahnii Hieron.
- Selaginella zartmanii Valdespino, C.López & A.M.Sierra
- Selaginella zollingeriana Spring